# Southwell Minster
La Southwell Minster (pronunciación en inglés: /ˈsʌðəl,_ˈsaʊθwɛl/) es una iglesia de origen medieval de Inglaterra, una minster y catedral erigida en Southwell, Nottinghamshire. Es la sede del obispo de Southwell y Nottingham y de la diócesis de Southwell y Nottingham. Se encuentra a unos diez kilómetros de Newark-on-Trent y a unos veinte de Mansfield.

## Historia

### Edad Media
Se piensa que la primera iglesia en el sitio fue fundada en 627 por Paulinus, el primer arzobispo de York, cuando visitó el área mientras bautizaba a los creyentes en el río Trent. La leyenda se conmemora en la ventana del baptisterio de Minster.
En 956, el rey Edwy cedió tierras en Southwell a Oskytel, arzobispo de York, sobre las que se estableció una iglesia minster. El Domesday Book de 1086 registró la mansión Southwell con gran detalle. La reconstrucción normanda de la iglesia comenzó en 1108, probablemente como una reconstrucción de la iglesia anglosajona, comenzando en el extremo este para que el altar mayor pudiera usarse lo antes posible y el edificio sajón se desmantelara a medida que avanzaban los trabajos. Muchas piedras de esa primitiva iglesia anglosajona anterior fueron reutilizadas en la construcción. El piso teselado y el tímpano de finales del siglo XI en el transepto norte son las únicas partes del edificio anglosajón que permanecen intactas. El trabajo en la nave comenzó después de 1120 y la iglesia se completó hacia 1150.
La iglesia estaba originalmente unida al palacio del arzobispo de York, que estaba al lado y ahora está en ruinas. Sirvió al arzobispo como lugar de culto y fue un cuerpo colegiado de enseñanza teológica, de ahí su designación como minster. La minster saca su coro de la escuela cercana con la que está asociado.
El presbiterio normando era cuadrado (para una planta de la iglesia original, ver Clapham, 1936). El presbiterio fue reemplazado por otro en estilo gótico inglés temprano en 1234-1251 porque era demasiado pequeño. La sala capitular octogonal, construida a partir de 1288 con una bóveda de estilo gótico decorado, tiene esculturas naturalistas de follaje (la talla de piedra del siglo XIII incluye varios hombres verdes). El púlpito o pantalla de coro elaboradamente tallado se construyó en 1320-1340.

### Reforma y guerra civil
La iglesia sufrió menos que muchos otros en la Reforma inglesa, ya que fue refundada en 1543 por una Ley del Parlamento.
Southwell fue donde Carlos I fue capturado durante la Guerra Civil Inglesa, en 1646. Los combates vieron a la iglesia seriamente dañada y se dice que la nave fue utilizada como establo. El palacio contiguo fue destruido casi por completo, primero por las tropas escocesas y luego por la población local, y solo quedó el salón del Arzobispo como una cáscara en ruinas. Las cuentas financieras de la Minster muestran que fueron necesarias reparaciones extensas después de este período.[cita requerida]

### sigloXVIII
El 5 de noviembre de 1711, la aguja suroeste fue alcanzada por un rayo, y el fuego resultante se extendió a la nave, al crucero y a la torre destruyendo cubiertas, campanas, reloj y órgano.: 118  En 1720 se habían completado las reparaciones, teniendo entonces un techo de paneles planos la nave y los transeptos.

### Época victoriana
En 1805, el archidiácono Kaye le dio a la Minster el atril Newstead; una vez propiedad de la abadía de Newstead, había sido arrojado al estanque por los monjes de la abadía para salvarlo durante la disolución de los monasterios, y luego descubierto cuándo se dragó el lago. Henry Gally Knight en 1818 donó a la minster cuatro paneles de vidrio flamencos del siglo XVI (que ahora llenan la parte inferior de la ventana Este) que había adquirido de una casa de empeños parisina.
En peligro de colapso, las torres fueron desmontadas en 1805 y re-erigidas en 1879-1881 cuando la minster fue ampliamente restaurada por Ewan Christian, un arquitecto especializado en iglesias. La cubierta de la nave fue reemplazada por un tejado inclinado y el coro fue rediseñado y remodelado.

## Historia eclesiástica

### Iglesia colegiata
Southwell Minster fue atendida por prebendarios desde los primeros días de su fundación. Para 1291, había 16 prebendas de Southwell mencionadas en el Taxation Roll (Registro Fiscal).: 19–20 
En agosto de 1540, cuando la disolución de los monasterios estaba llegando a su fin, y a pesar de su estatus de colegiata en lugar de monástico, Southwell Minster fue suprimida específicamente para que pudiera incluirse en los planes iniciados por el rey Enrique VIII para crear varias nuevas catedrales. Parece haber sido propuesto como sede de una nueva diócesis que comprendiese Nottinghamshire y Derbyshire, como sustituta de la abadía de Welbeck que se había disuelto en 1538 y que en 1540 ya no era propiedad de la Corona.
El plan para la elevación de la minster no continuó, por lo que en 1543 el Parlamento reconstituyó su estatus de colegiata como antes. En 1548 volvió a perder su estatus de colegiata en virtud de la ley de 1547 del rey Eduardo VI que suprimió (entre otras) casi todas las iglesias colegiatas: en Southwell los prebendarios recibieron pensiones y las propiedades fueron vendidas, mientras que la iglesia continuó como iglesia parroquial por las peticiones de los feligreses.: 32 
Por una ley de Felipe y María en 1557, la minster y sus prebendas fueron restauradas.[cita requerida] En 1579, la reina Isabel I promulgó un conjunto de estatutos y el capítulo funcionó bajo esta constitución hasta fue disuelto en 1841.: 36-38  Los comisionados eclesiásticos hicieron disposiciones para la abolición del capítulo como un conjunto; la muerte de cada canónigo después de ese tiempo resultó en la extinción de su prebenda. El capítulo llegó a su fin designado el 12 de febrero de 1873 con la muerte de Thomas Henry Shepherd, rector de Clayworthy prebendario de Beckingham.

Ilustraciones antiguas
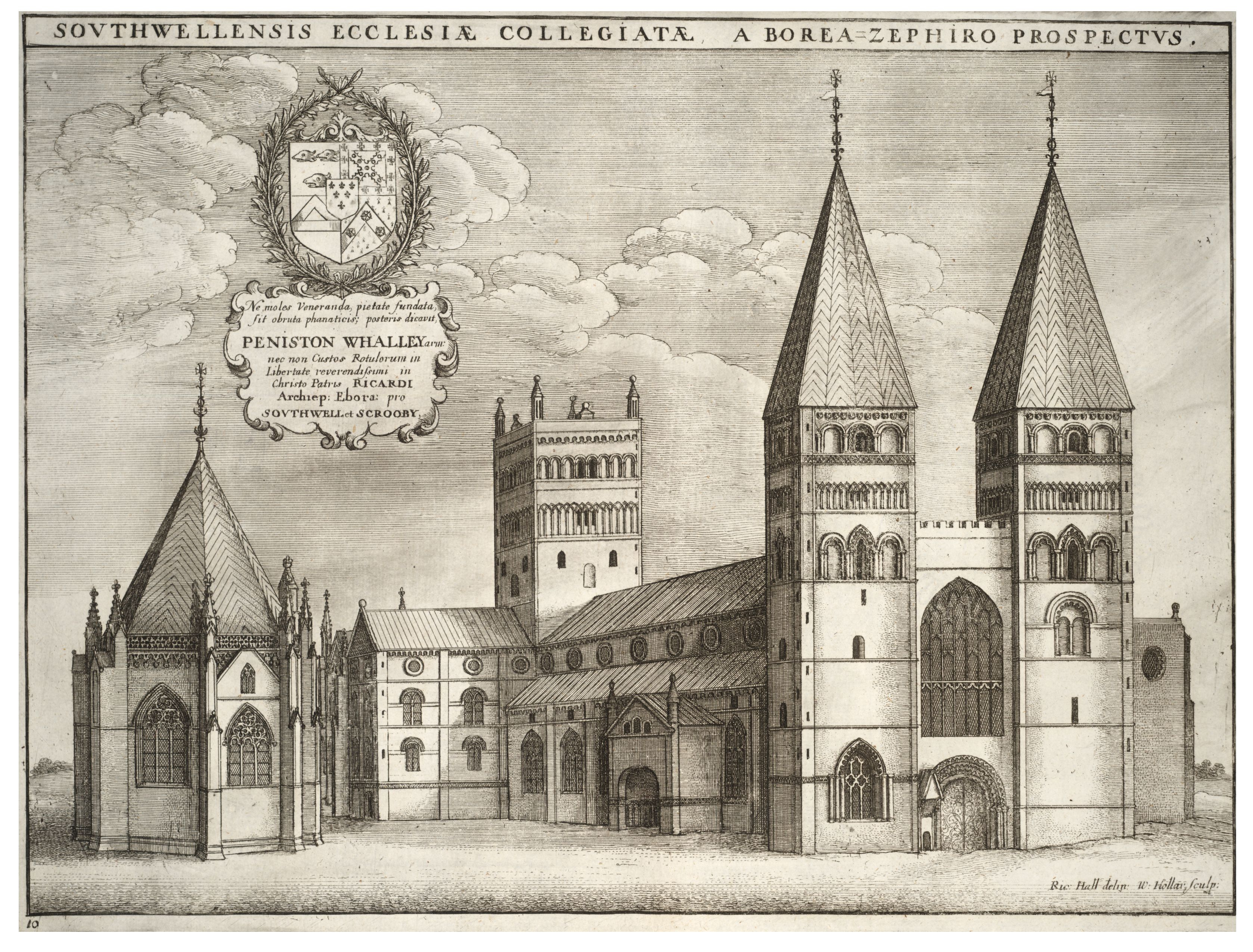
Southwell Minster before the original spires were destroyed by fire in 1711
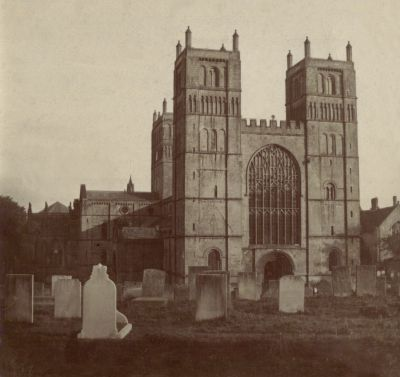
Southwell Minster without the spires, which were removed in 1805 and replaced in 1879-81
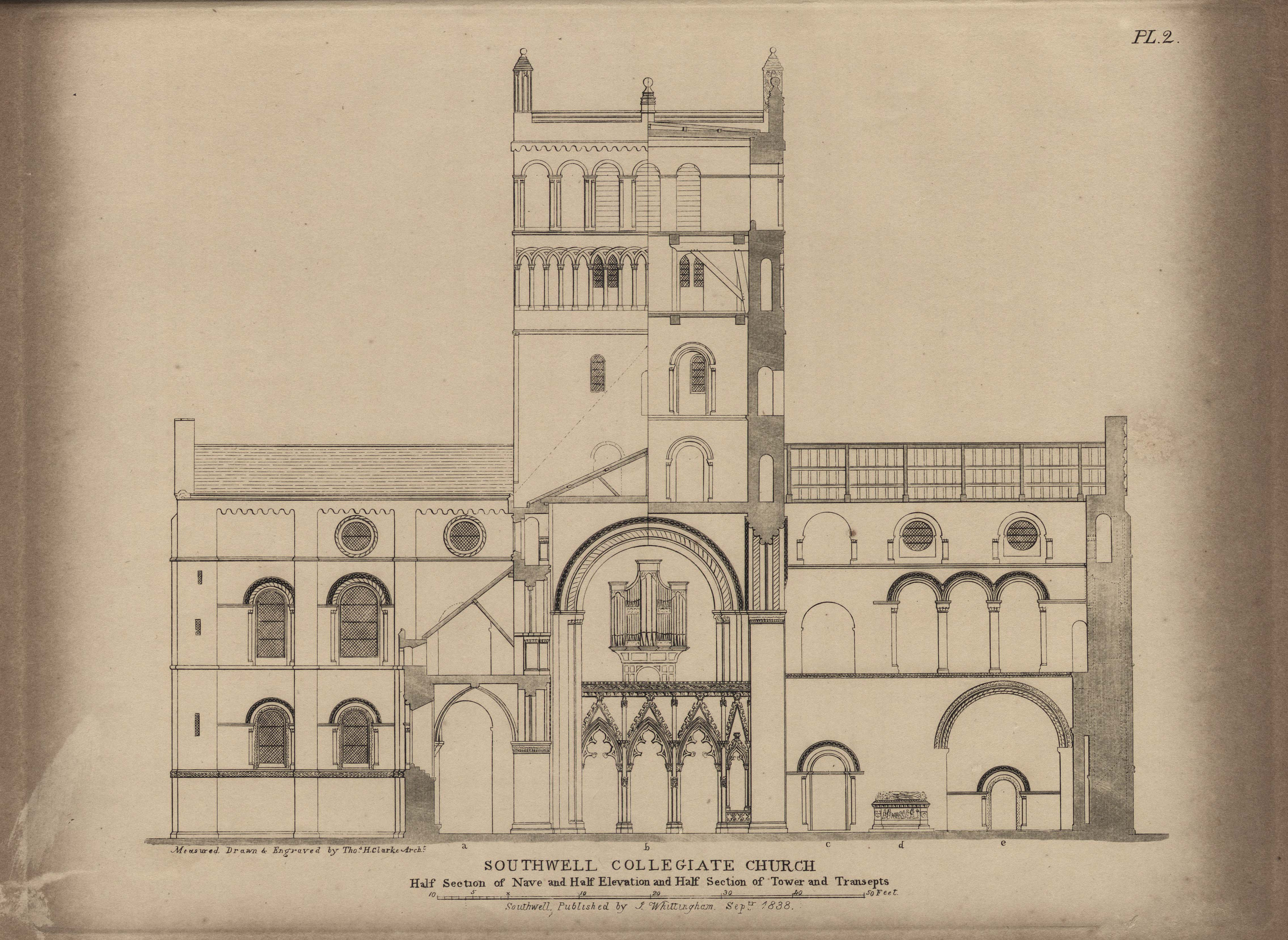
The central tower and transepts
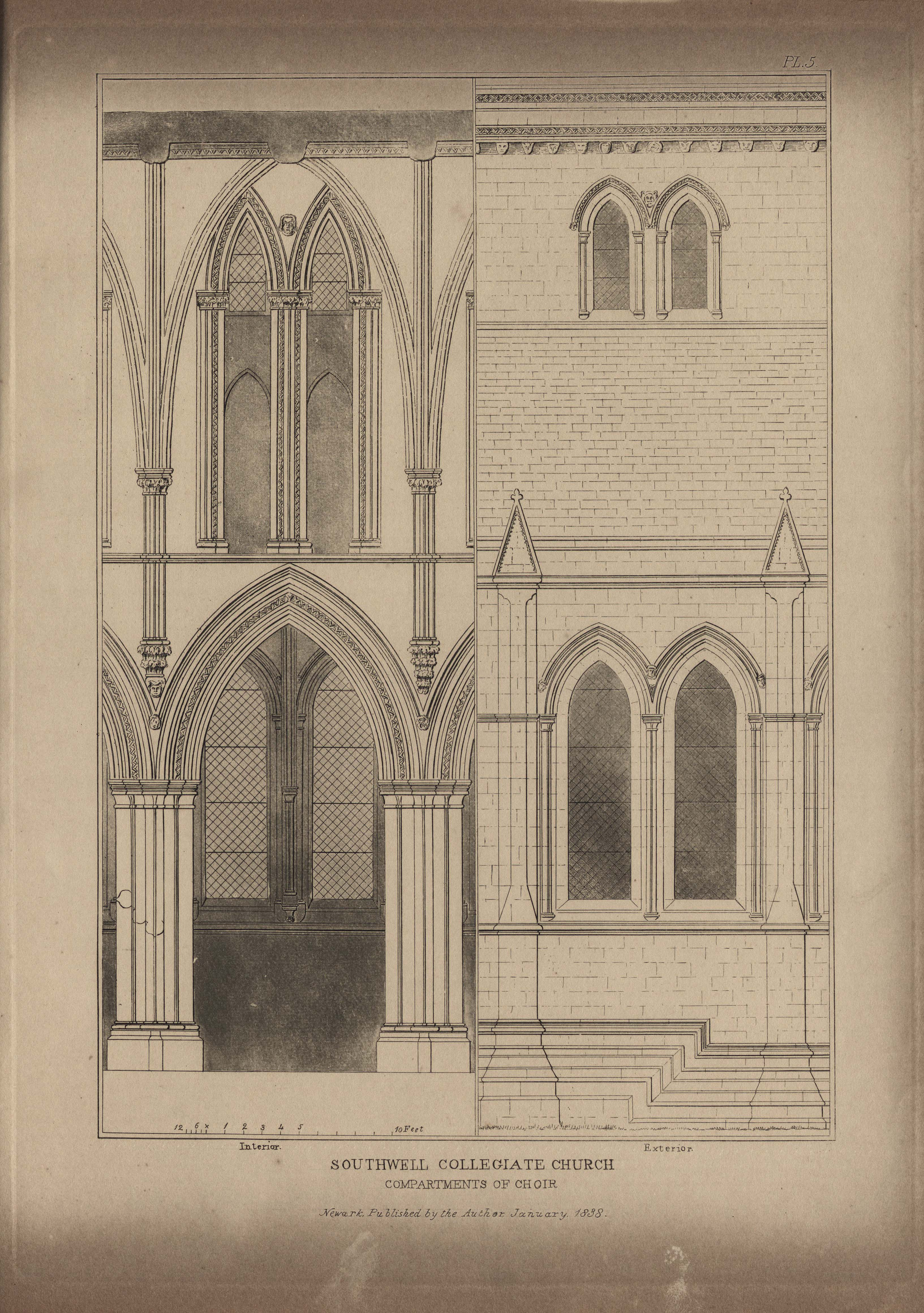
Bays of the choir
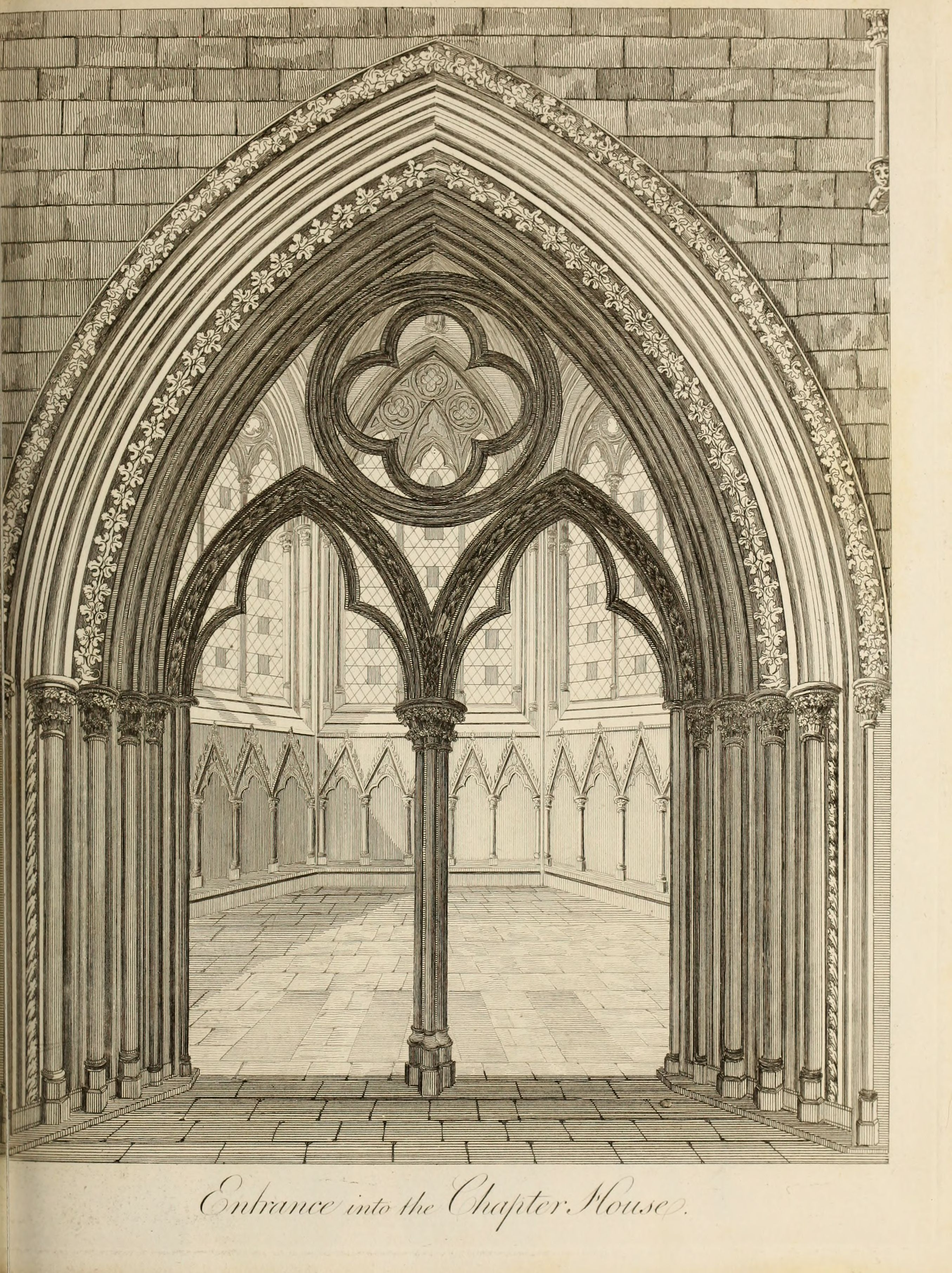
Chapter House Portal 1801
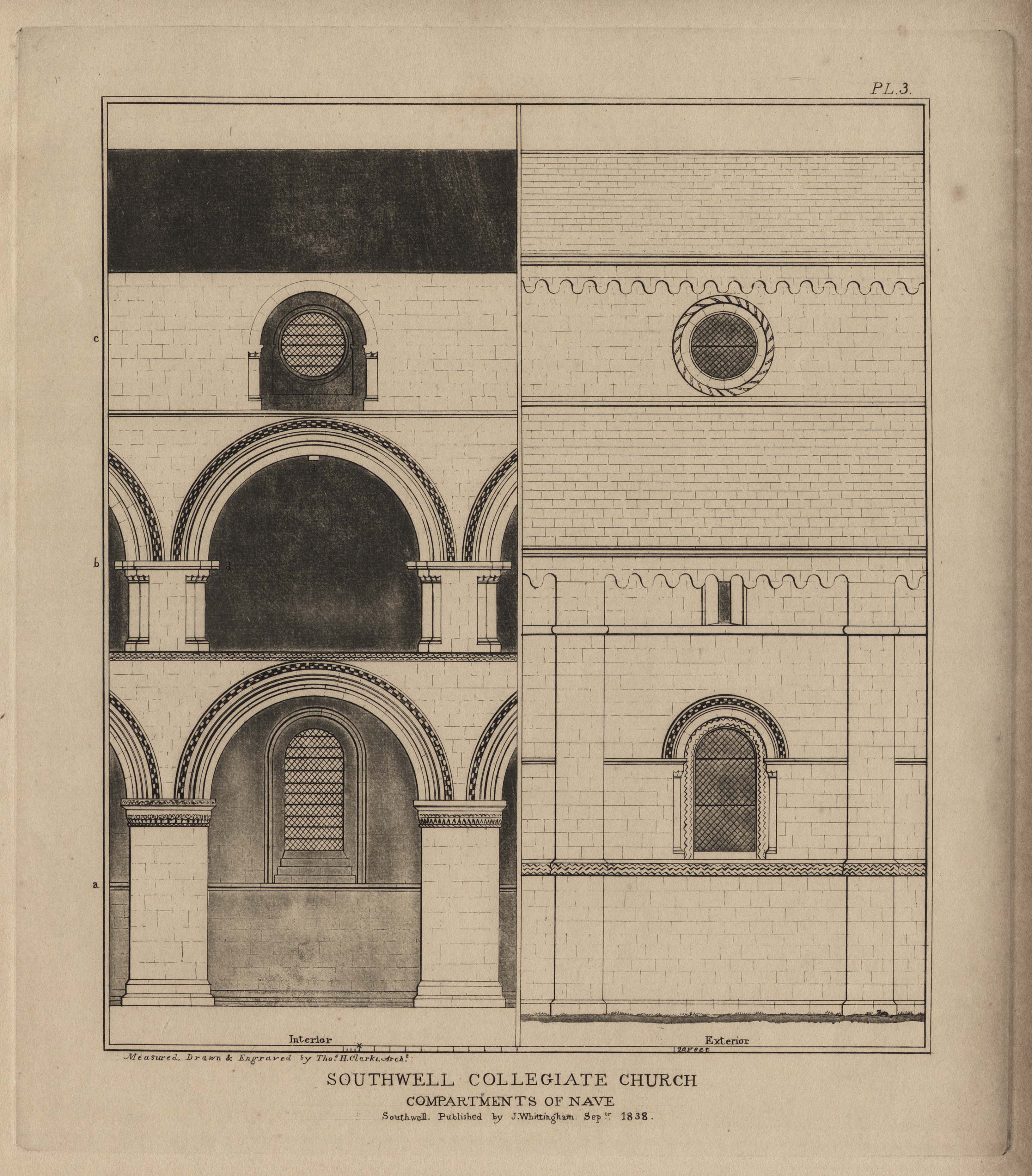
Compartimentos de la nave, interior y exterior

### Catedral
En 1884, Southwell Minster se convirtió en la catedral propia de Nottinghamshire y de una parte de Derbyshire, incluida la ciudad de Derby: 126–127  La diócesis se dividió más adelante, en 1927 y se formó la diócesis de Derby. El centenario de la diócesis fue conmemorado por una visita real para distribuir el Royal Maundy (el monarca británico o un funcionario real distribuye ceremonialmente pequeñas monedas de plata conocidas como "dinero Maundy" (legalmente, "dinero de la reina Maundy") como limosnas simbólicas a los beneficiarios mayores.). George Ridding, el primer obispo de Southwell, diseñó y pagó por la concesión de armas que ahora se utilizan como escudo diocesano.

Vistas exteriores
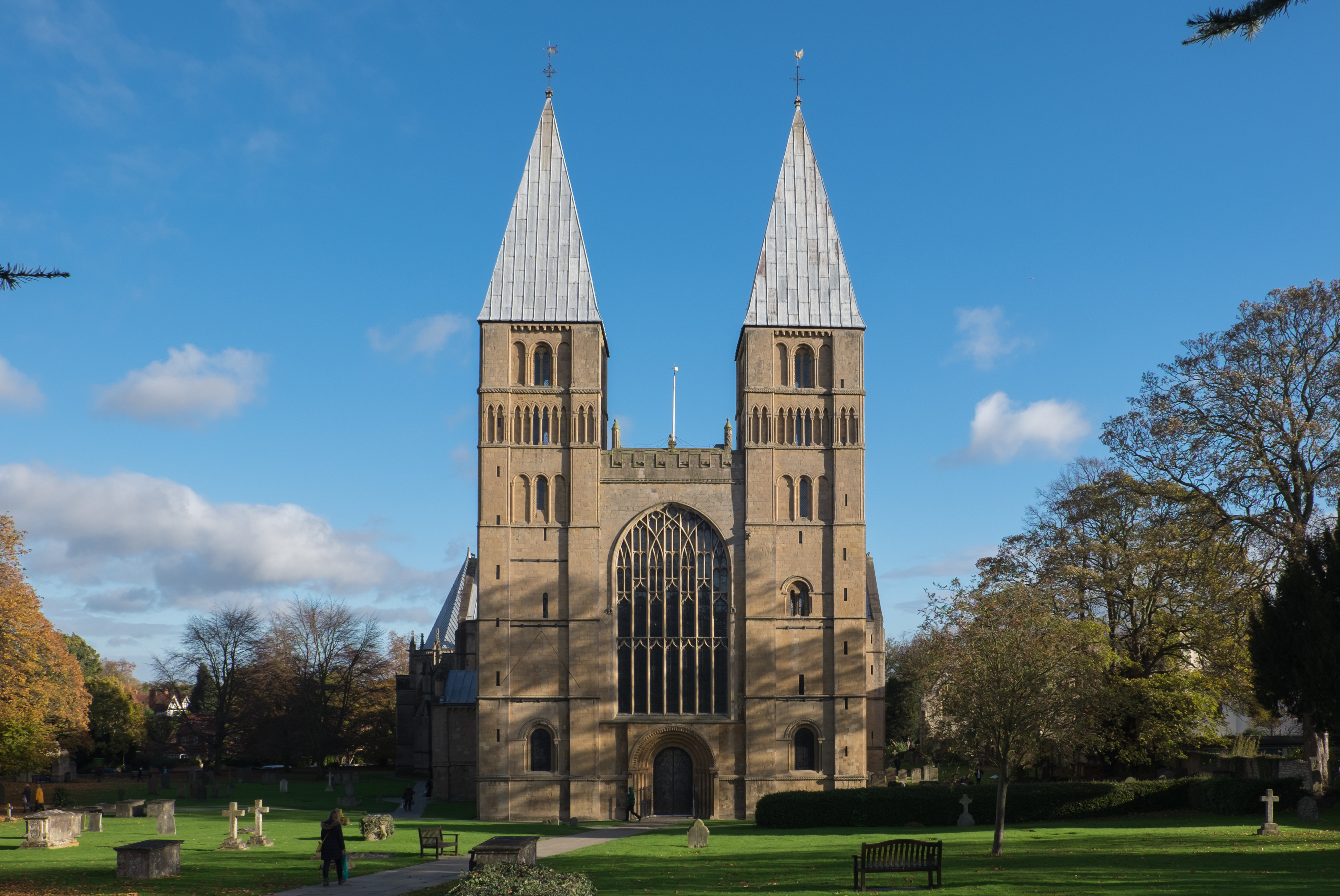
La fachada oeste
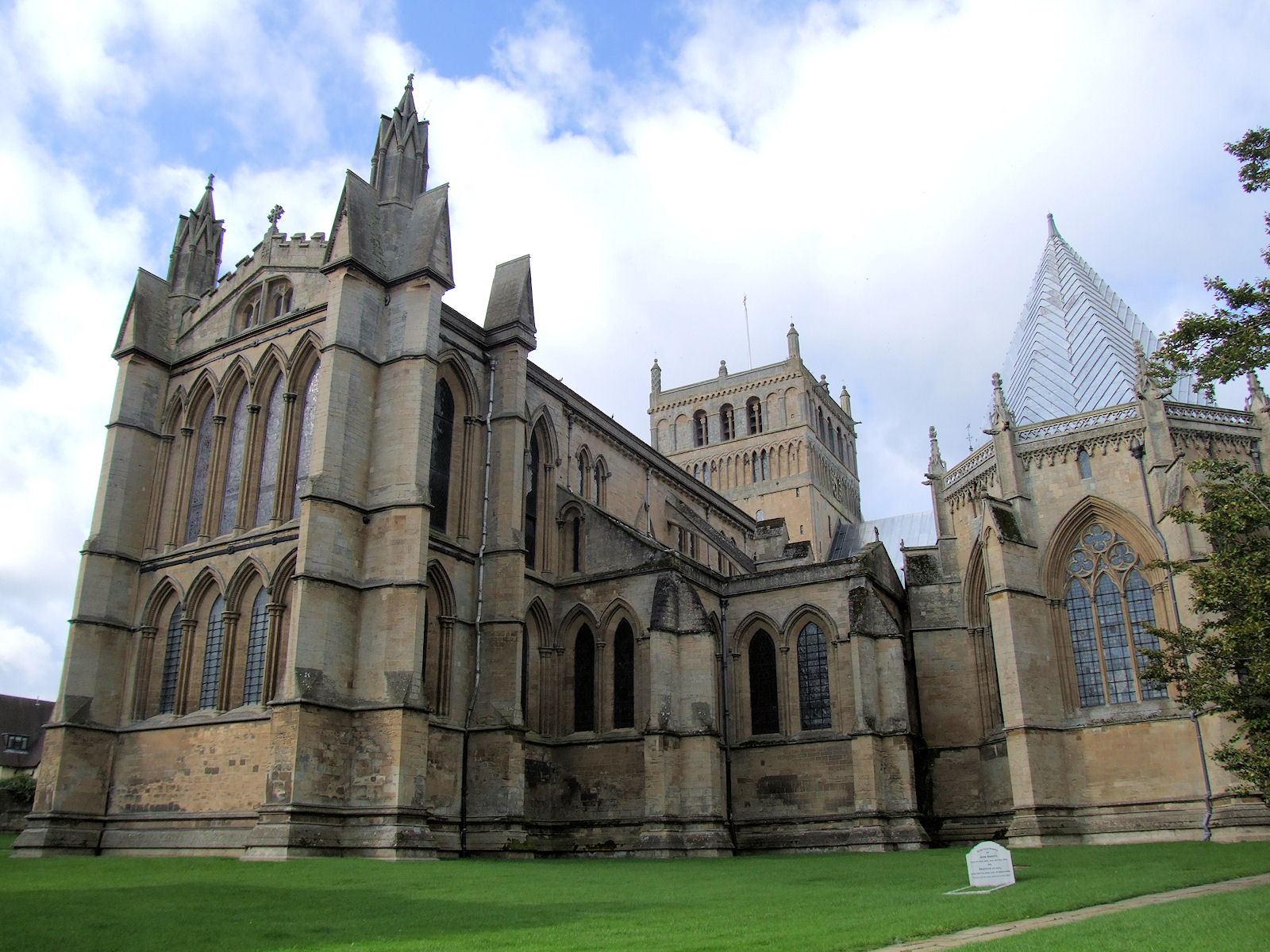
The Minster desde el NE
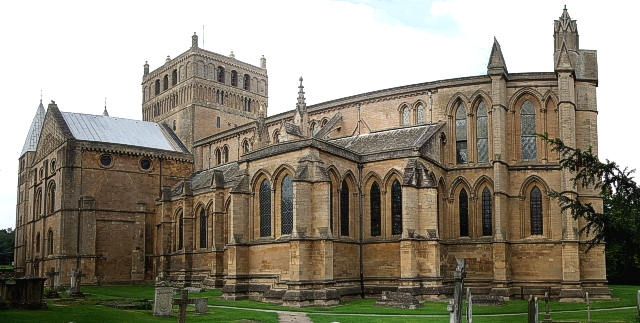
Vista de la fachada meridional
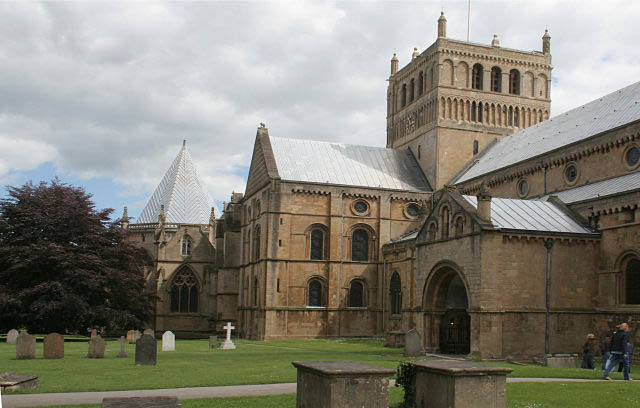
Torre central, transepto norte, porche norte y sala capitular

## Arquitectura
La nave, los transeptos, la torre central y las dos torres occidentales de la iglesia normanda que reemplazó a la minster sajona siguen siendo un logro sobresaliente del severo diseño románico. Con la excepción de los fragmentos mencionados anteriormente, son la parte más antigua de la iglesia existente.
La fachada occidental tiene agujas piramidales en sus torres, una característica única en la actualidad, aunque común en el siglo XII. Las agujas existentes datan solo de 1880, pero reemplazan a las destruidas por el fuego en 1711, que están documentadas en ilustraciones antiguas. La gran ventana oeste data del siglo XV. Las dos plantas ornamentadas de la torre central la colocan en lo alto de las torres normandas sobrevivientes de Inglaterra. El orden inferior tiene arcos de intersección, siendo los arcos superiores plano. El porche norte tiene una bóveda de túnel y está decorado con arcos de intersección.
La nave tiene siete tramos, más una tramo occidental separado. Las columnas de la galería son cortas y circulares, con pequeños capiteles festoneados. El triforium tiene un solo arco grande en cada tramo. El clerestorio tiene pequeñas ventanas redondas. Las aberturas de las ventanas externas son circulares. Hay un pasaje abovedado entre las aberturas de las ventanas interiores y exteriores del clerestorio. Los naves laterales están abovedadas, el techo principal de la nave central es un techo de vigas armadas, con vigas de unión entre cada tramo, un reemplazo tardío del siglo XIX.

Nave
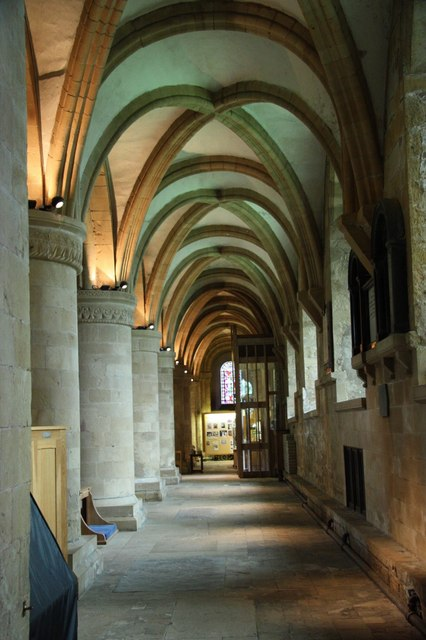
Nave lateral Norte
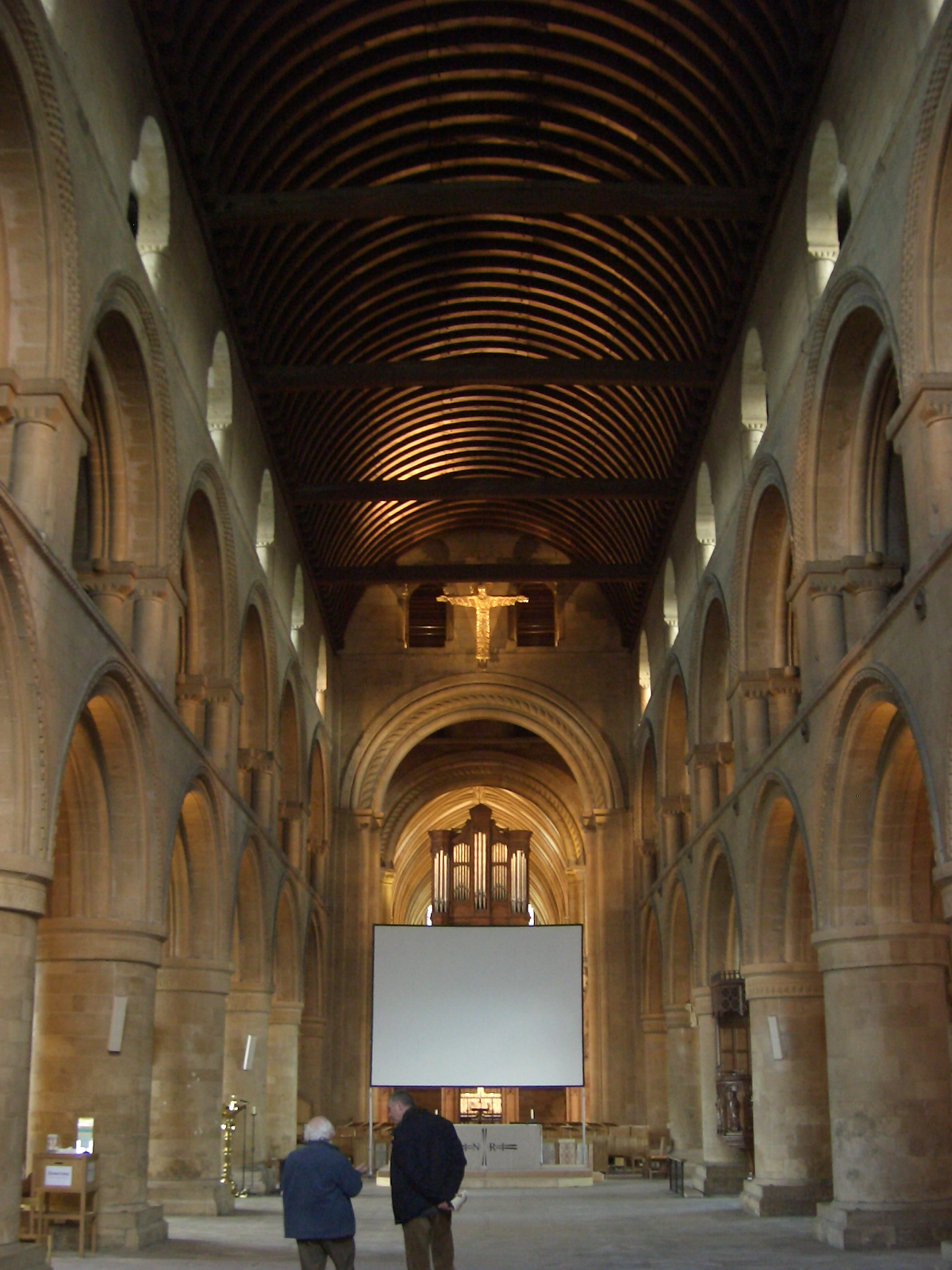
La nave normanda, construida a principios del siglo XII
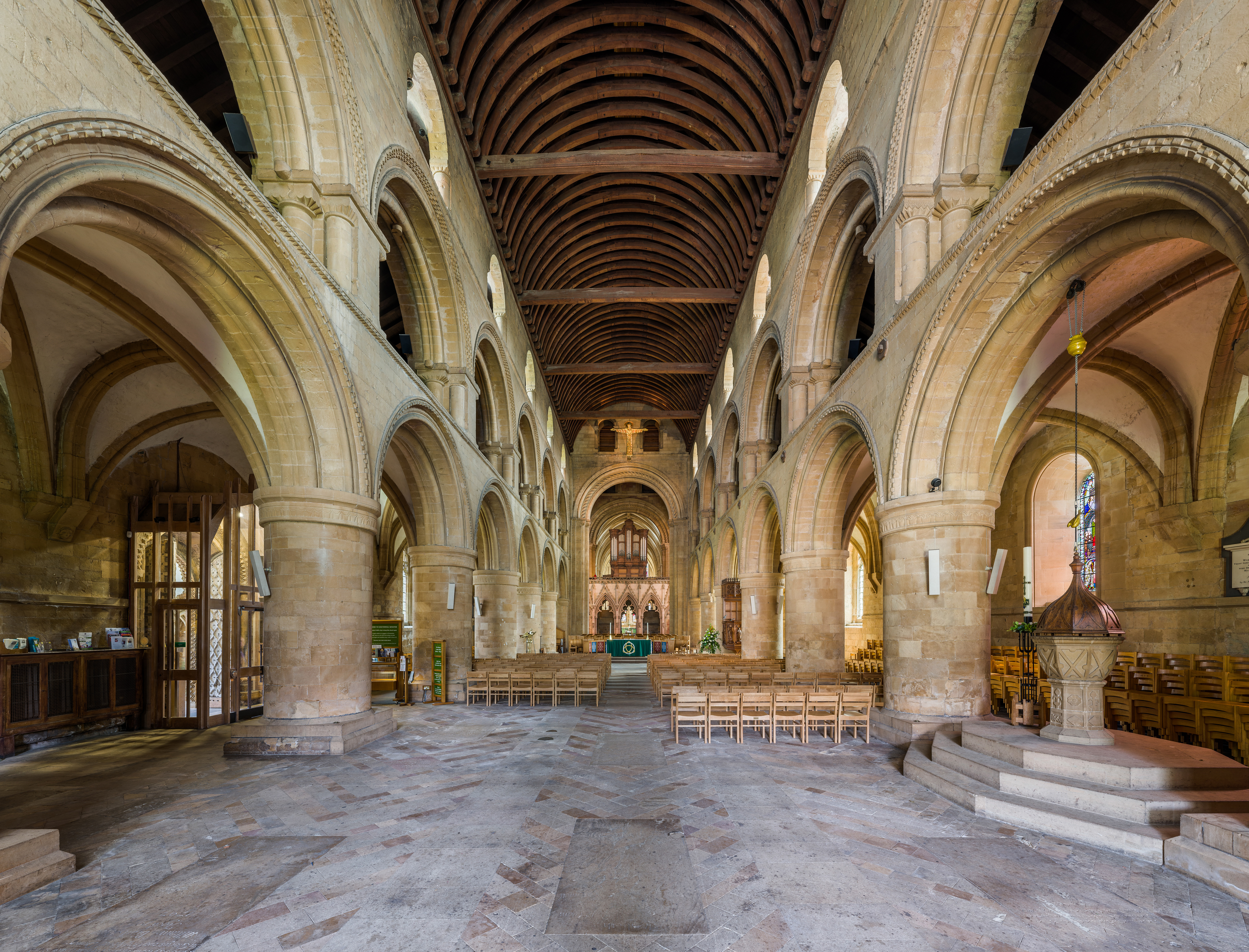
Nave con la pila bautismal en el lado derecho
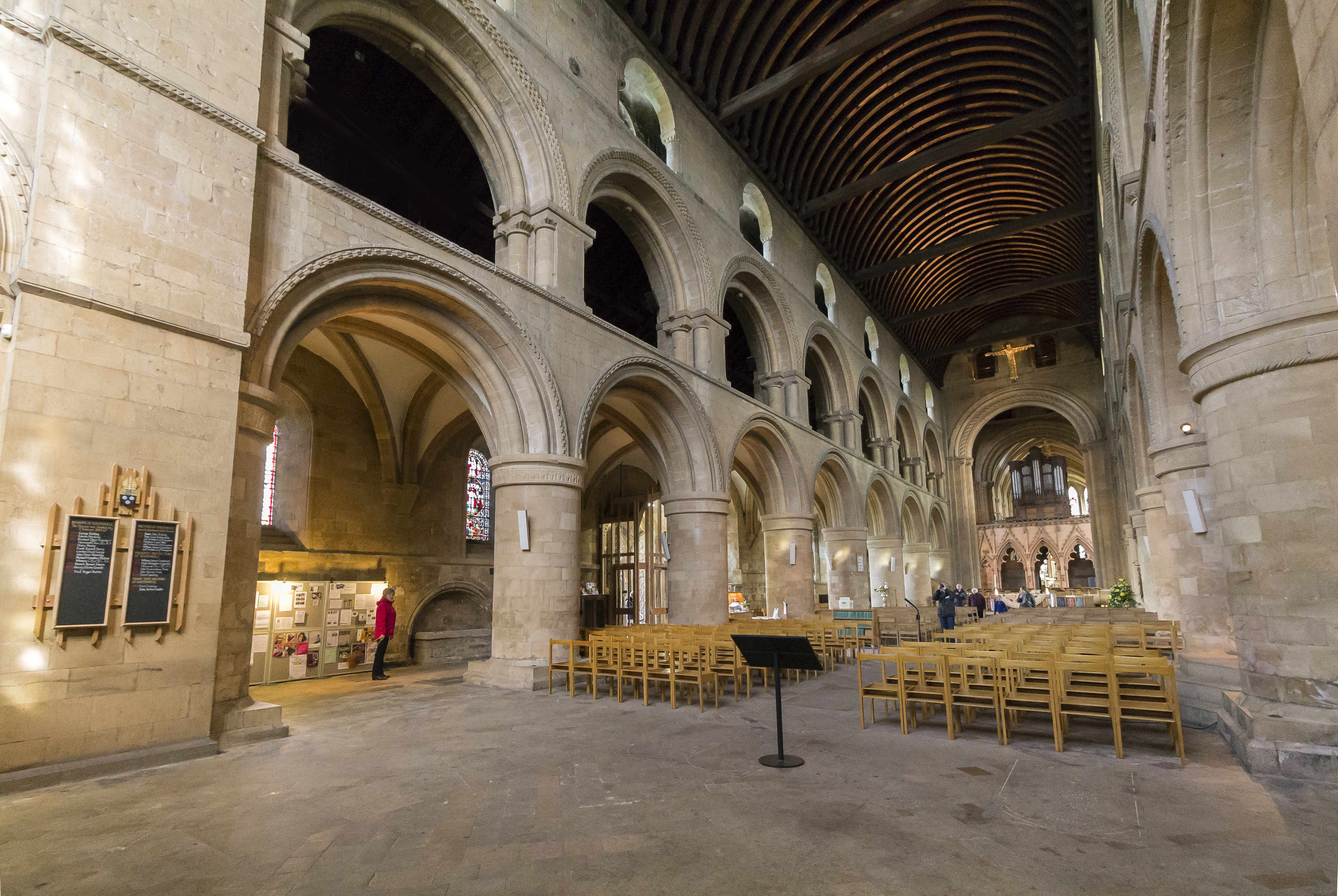
Nave de la Minster
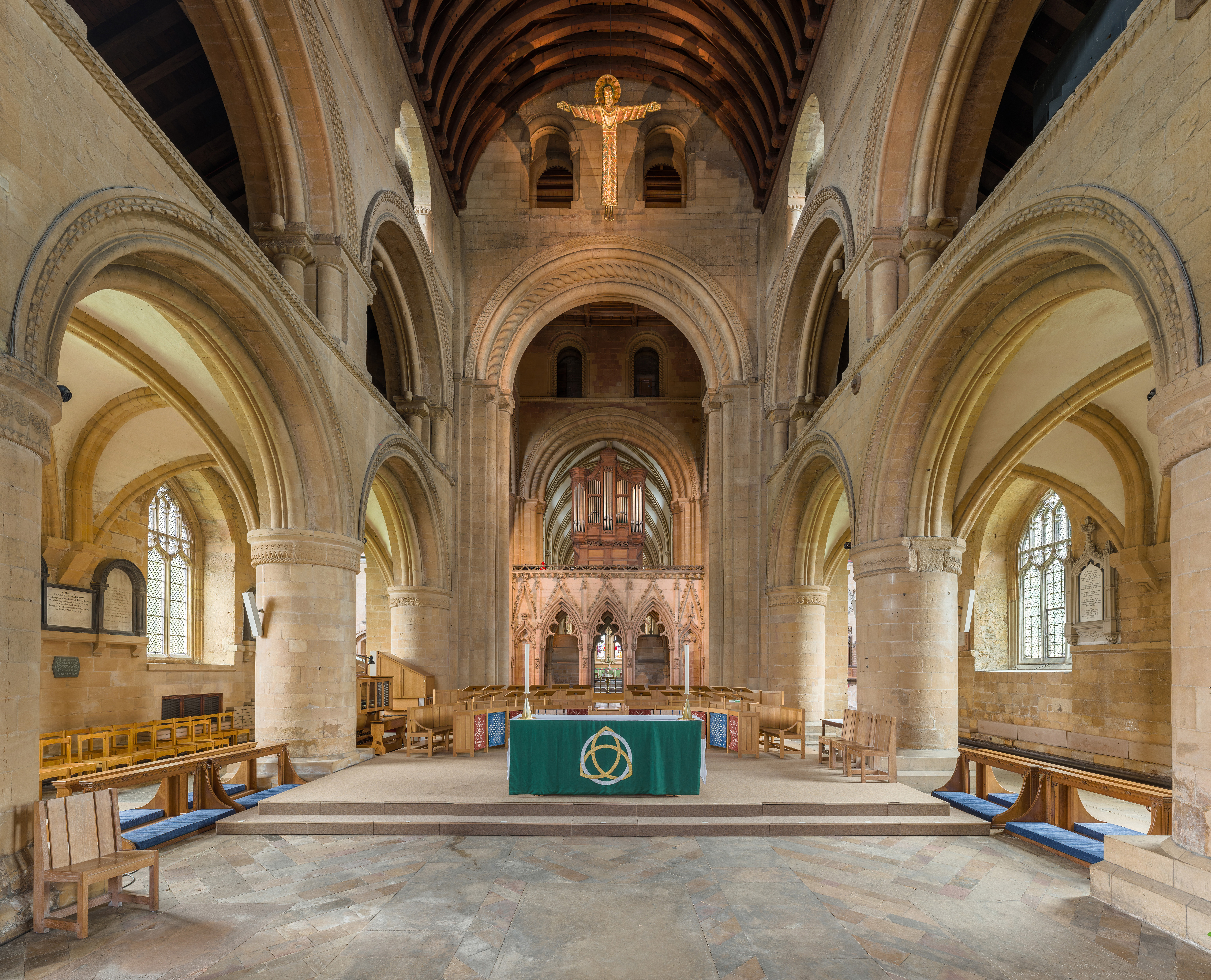
Presbiterio
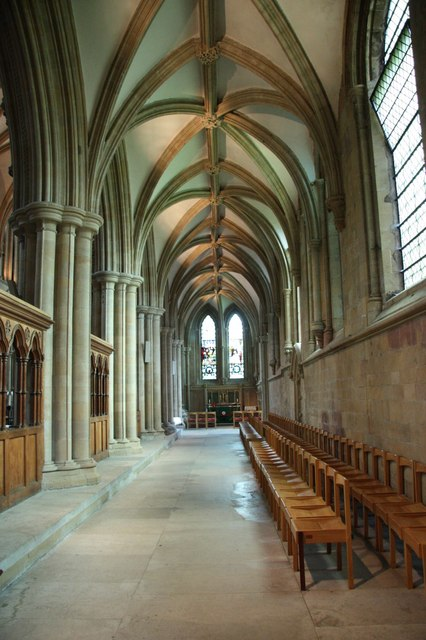
Nave lateral Sur

En contraste con la arcada de la nave, los arcos del crucero son altos, alcanzando casi la altura total de los muros de la nave. Los capiteles de los soportes de crucero oriental representan escenas de la vida de Jesús. Se pueden ver dos plantas del interior de la torre central en el crucero, con decoración de cable y onda en el orden inferior y de zigzag en la parte superior. Los transeptos tienen tres pisos con arcos de medio punto, como la nave, pero sin pasillos laterales.
El coro es de estilo inglés temprano, y se completó en 1241. Tiene transeptos, separando así el coro en un brazo occidental y oriental. El coro tiene dos plantas, sin galería ni triforium. El piso inferior tiene columnas agrupadas con arcos apuntados multiformes, el piso superior tiene arcos gemelos de lancetas en cada tramo. La bóveda de crucería del coro nace de los ejes agrupados que descansan sobre las ménsulas. La bóveda tiene costillas de cresta. El extremo oriental cuadrado del coro tiene dos pisos, cada uno de cuatro ventanas con lancetas

Coro
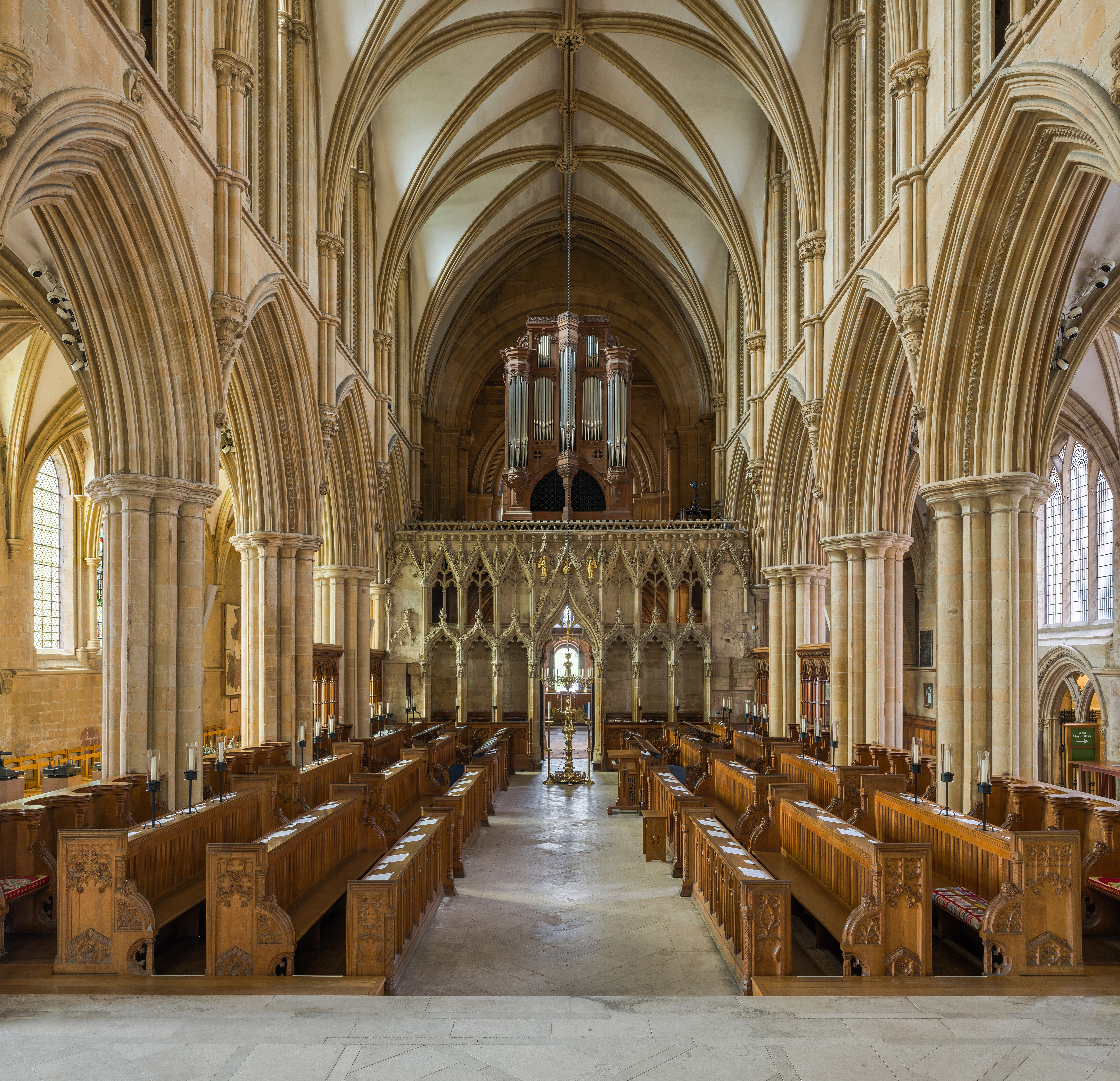
Púlpito y coro, mirando al oeste hacia la nave
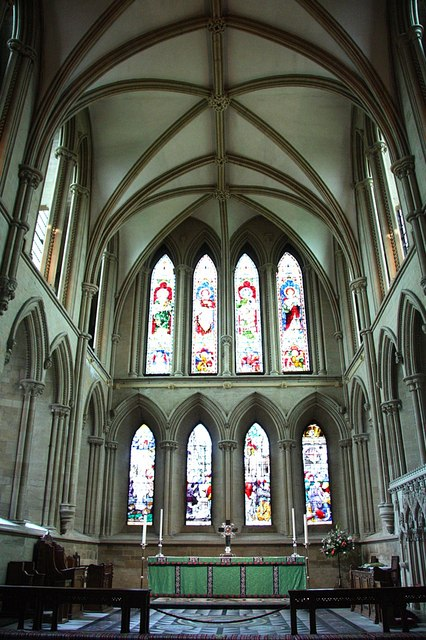
Altar mayor y ventana este del coro
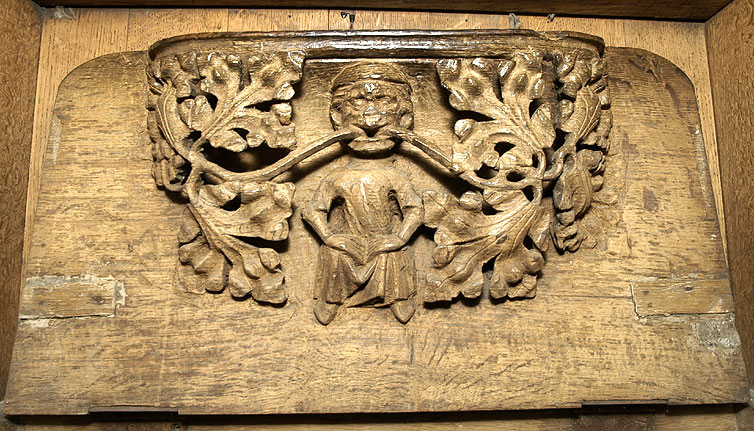
Una de las misericordias en el quire
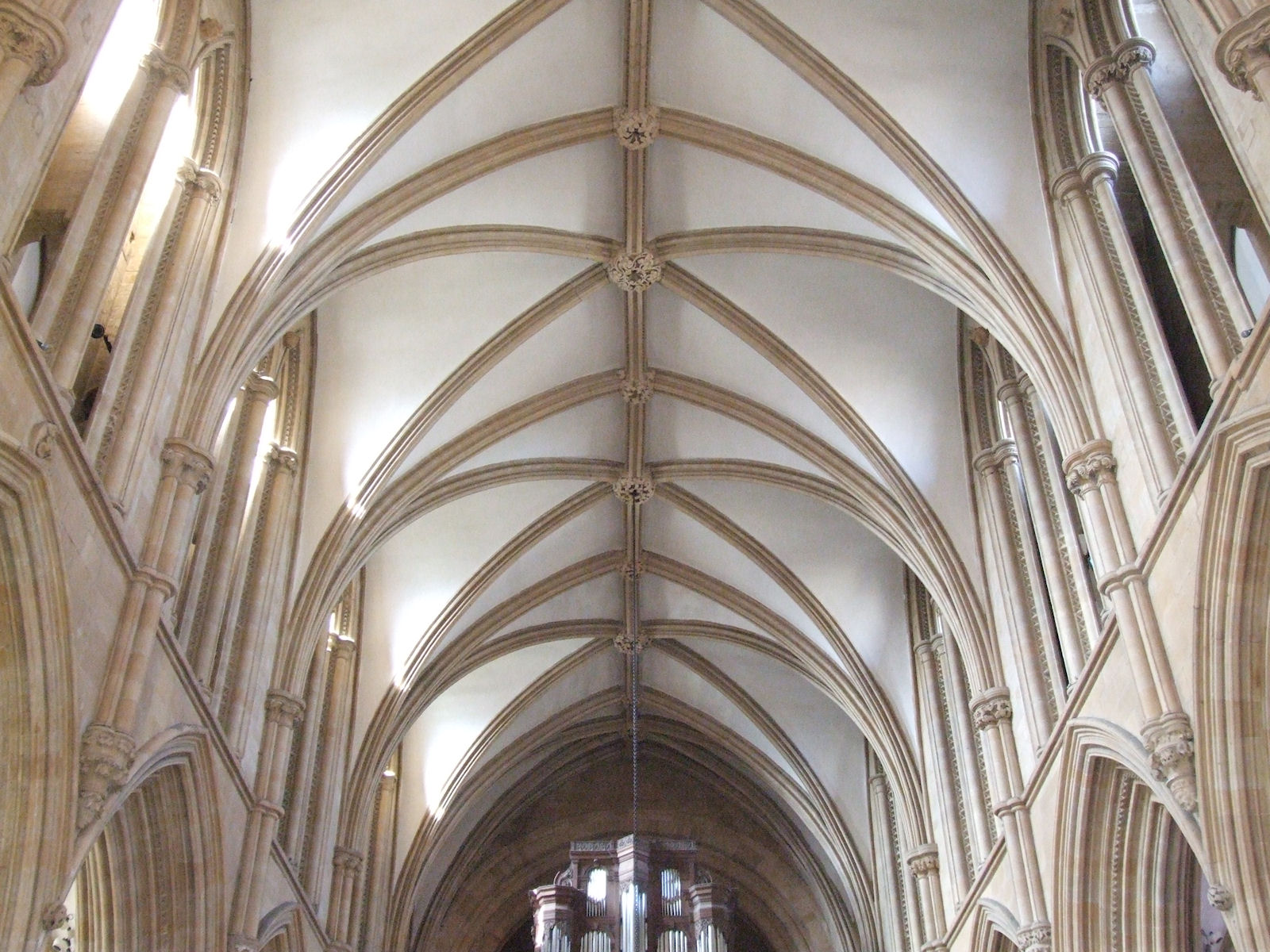
Bóveda de crucería del coro

### Pantalla del coro

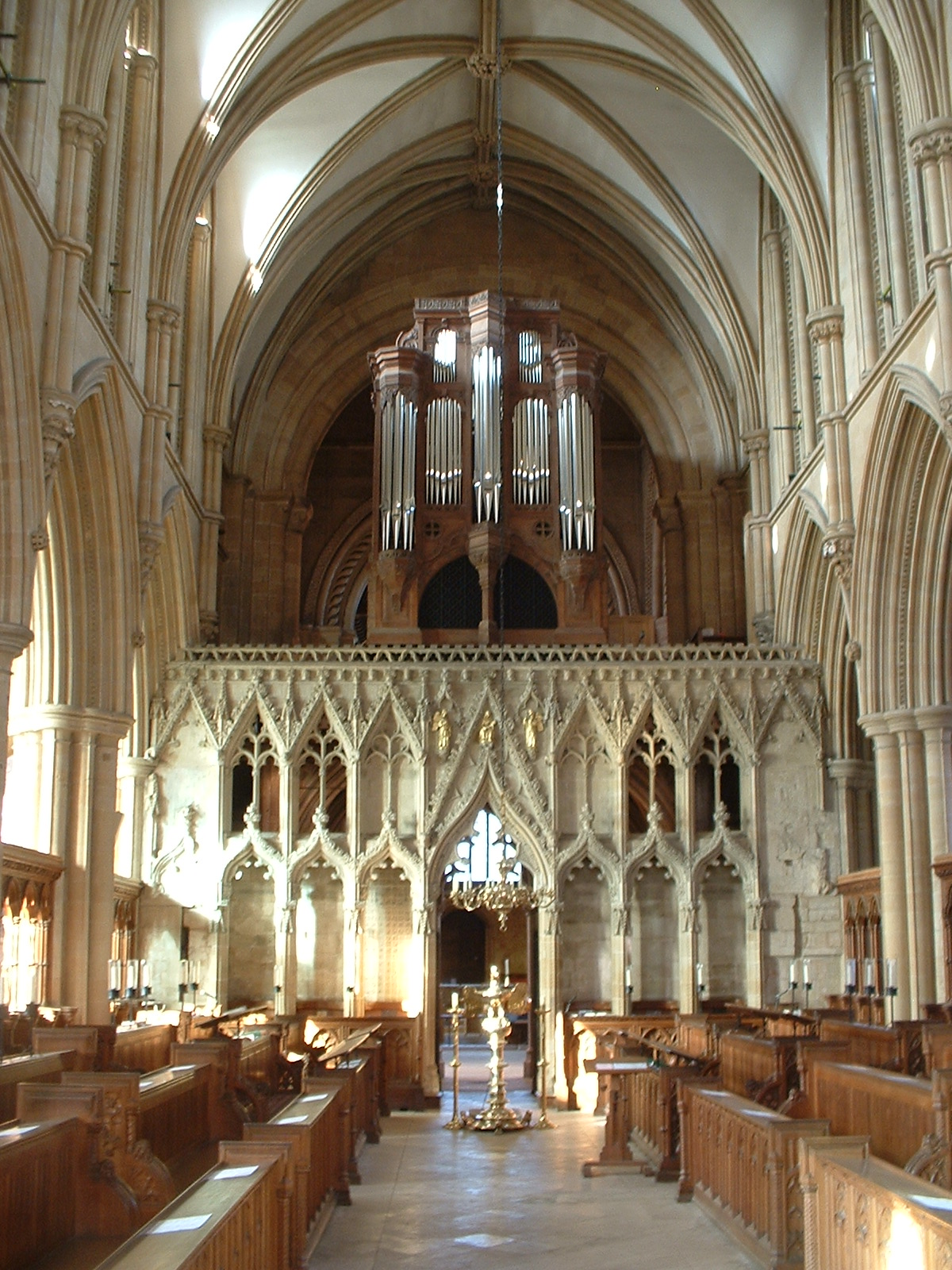
Pantalla del Coro alto, desde el coro

En el siglo XIV se agregaron la sala capitular y la pantalla del coro, ambas en estilo gótico. La pantalla del coro data de 1320-1340, y es un excelente ejemplo del estilo decorado. Reemplazó a una anterior, construida alrededor de 1250; la actual fue restaurada en 1820 por los hermanos Bernasconi.Tiene una fachada este y oeste, separadas por un espacio abovedado con arbotantes. La fachada este, de dos pisos, está ricamente decorada, con nichos en el piso inferior con arcos ojivales y gabletes calados en el piso superior. El arco central se eleva más alto que el piso inferior, con un arco ojival coronado por un gablete cúspide.
El mejor monumento en la minster es la tumba de alabastro de Edwin Sandys, arzobispo de York (fallecido en 1588).
El pulpitum o pantalla del coro (1320-1340) combina la expresividad decorativa del gótico curvilíneo con la claridad tectónica del primer gótico inglés. Sin imitar lo orgánico, posee una cualidad orgánica lograda por la coherencia del diseño y las relaciones geométricas, que lo vinculan con los relieves de follaje y los detalles escultóricos arquitectónicos de la sala capitular, de finales del período decorado geométrico. La pantalla del coro consiste en una arcada de cinco arcos que forman una veranda o fachada abierta; los tres arcos centrales son apuntados, con múltiples arquivoltas, como en el primer gótico inglés, y contornos únicos de tracería de barras en forma de trébol insertados debajo. El arco central proporciona una vista del coro al fondo; hay nervios volantes en la bóveda detrás de los tres arcos, como en el sepulcro de Pascua de la catedral de Lincoln y la antecámara de la Capilla Berkeley en la catedral de Brístol. Los arcos están coronados por el contorno de gabletes triangulares con crestería, como en la sala capitular.
Los arcos de las secciones exteriores son arcos conopiales, cuya doble curva inflexiva representa una variación manierista del arco apuntado. También están colocados bajo los contornos con crestería de gabletes triangulares. Hay decoración conopial debajo de ellos y un friso de tracería con cuatrifolios en la base, por debajo de un nicho poco profundo.

### Sala capitular

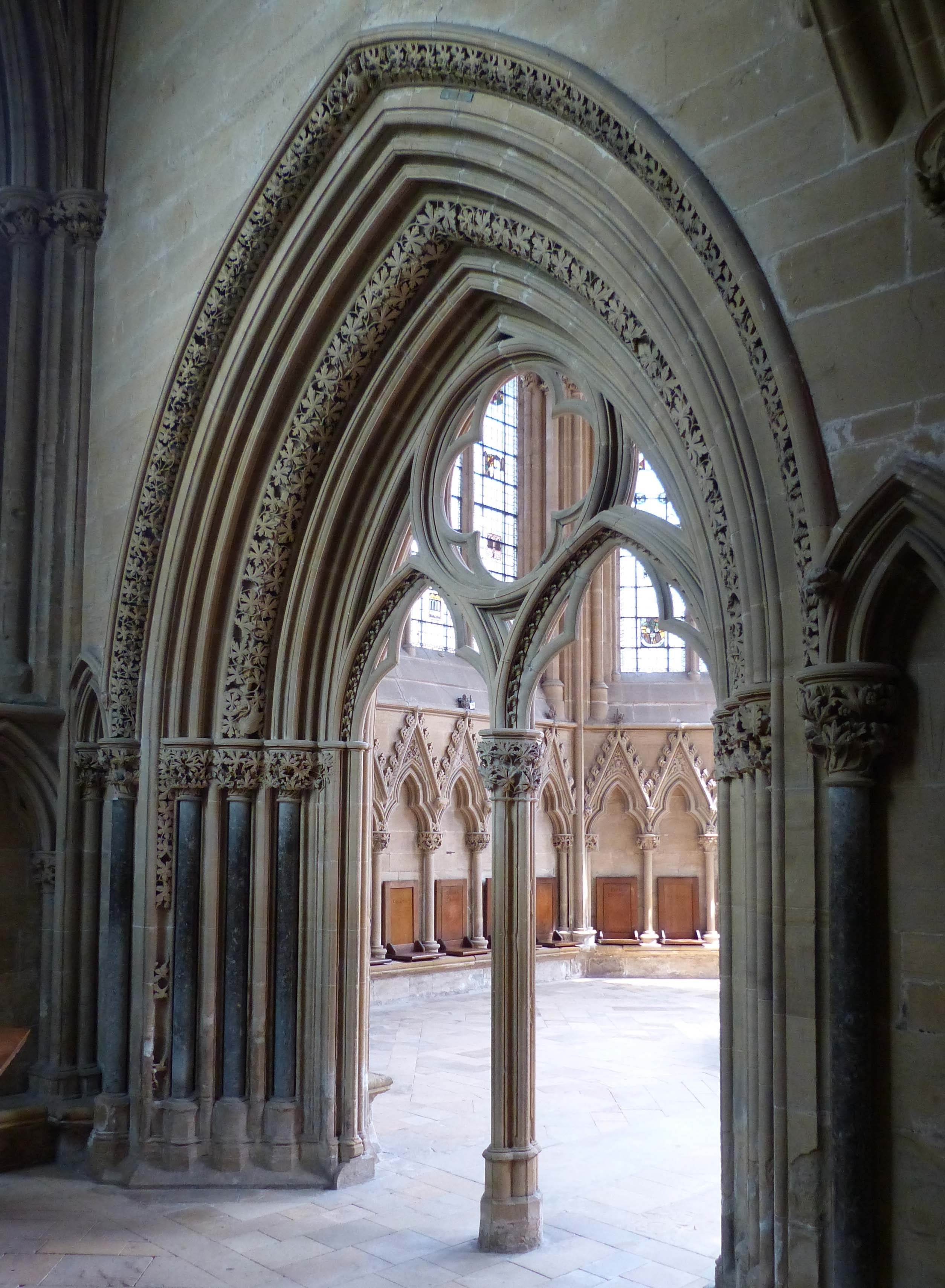
Portal de entrada de la sala capitular con el famoso follaje tallado

La sala capitular, iniciada en 1288, tiene un estilo temprano decorado, octogonal, sin ningún pilar central. Se accede desde el coro por un pasaje y un vestíbulo, a través de un portal de entrada. Este portal tiene cinco órdenes y está dividido por un eje central en dos arcos subsidiarios con un círculo con cuadrifolio arriba.
Dentro de la sala capitular, los asientos llenan las secciones de pared octogonales, cada una separada por un solo eje con una canopio triangular arriba. Las ventanas son de tres luces, sobre ellas dos círculos con tréboles y encima un círculo simple con cuadrifolio.: 87–105 
Esta descripción directa no da ninguna indicación de la gloriosa impresión, señalada por tantos escritores,: 91  de las elegantes proporciones del espacio y de la profusión (en el vestíbulo y el pasaje, no solo en la sala capitular) de los capiteles y tímpanos exquisitamente tallados, en su mayoría representando hojas en una representación altamente naturalista y detallada.
Las capiteles en particular están profundamente tallados, lo que aumenta el sentimiento de realismo. A menudo se pueden identificar especies de plantas individuales como hiedra, arce, roble, lúpulo, espino. El botánico Albert Seward publicó una descripción detallada de las tallas y su identificación en 1935 y Nikolaus Pevsner escribió la descripción clásica titulada The Leaves of Southwell, con fotografías de Frederick Attenborough, en 1945.

Sala capitular
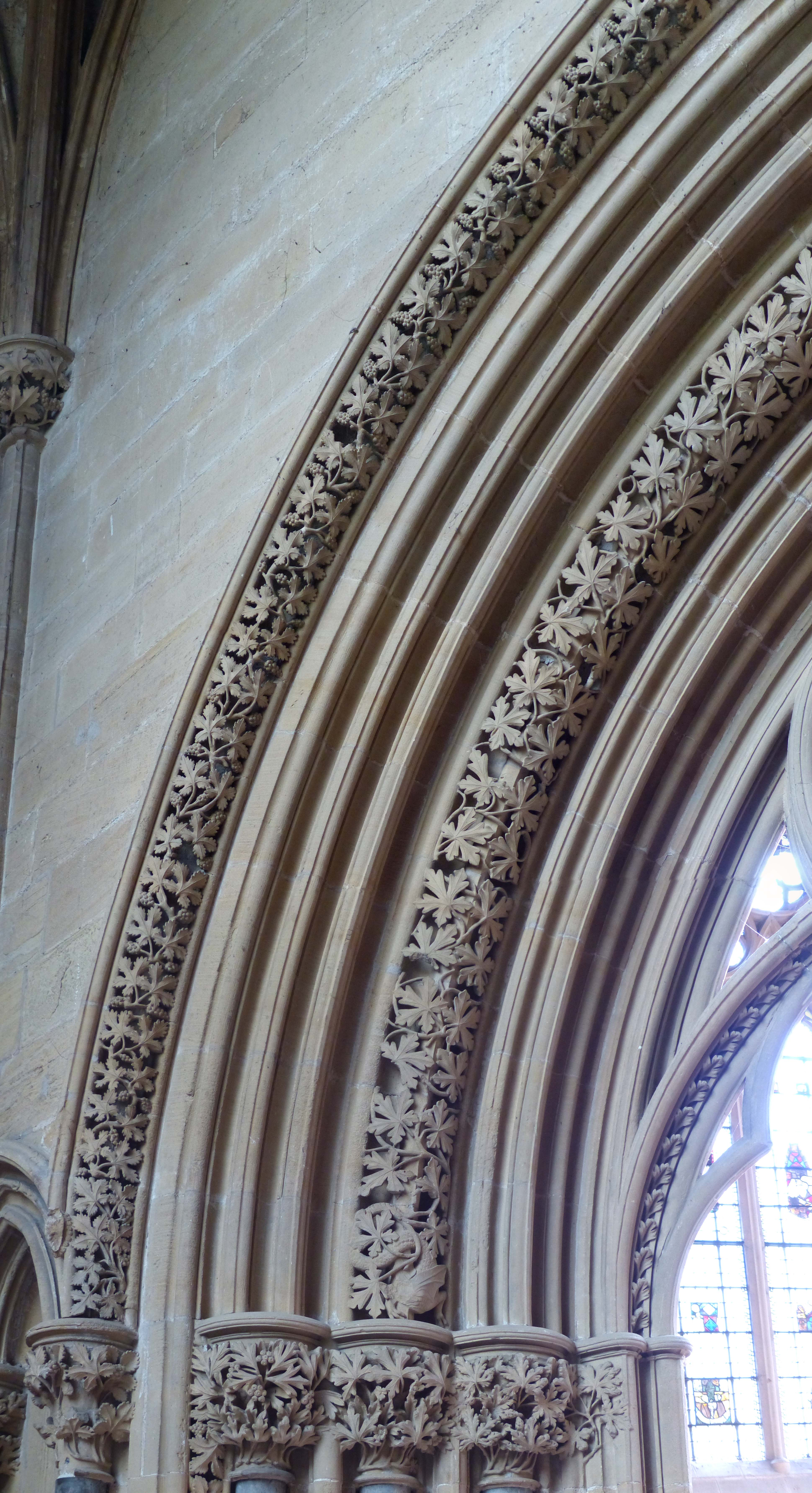
Tallas en el lado izquierdo del arco del portal de la sala capitular
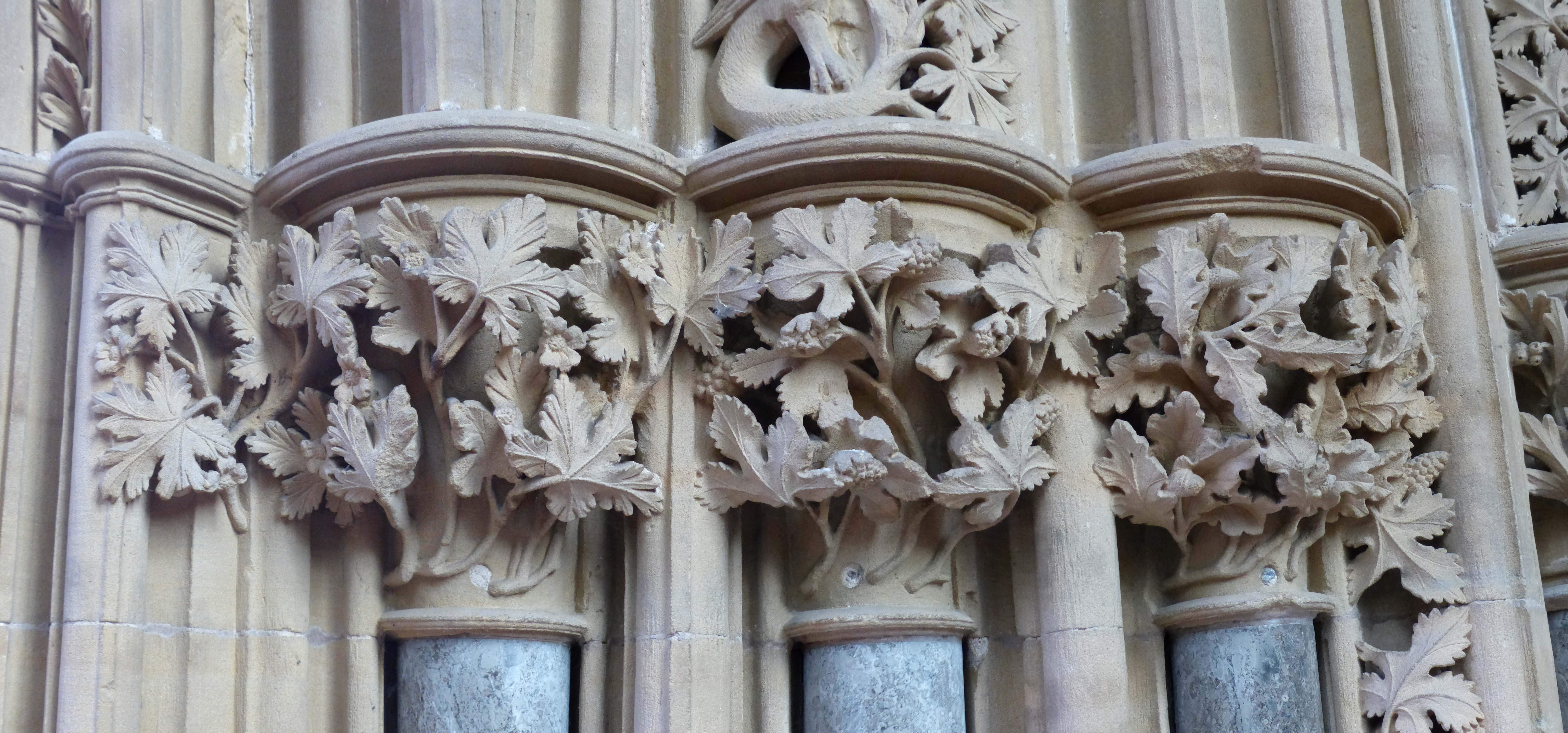
Capiteles del portal de la sala capitular, lado derecho
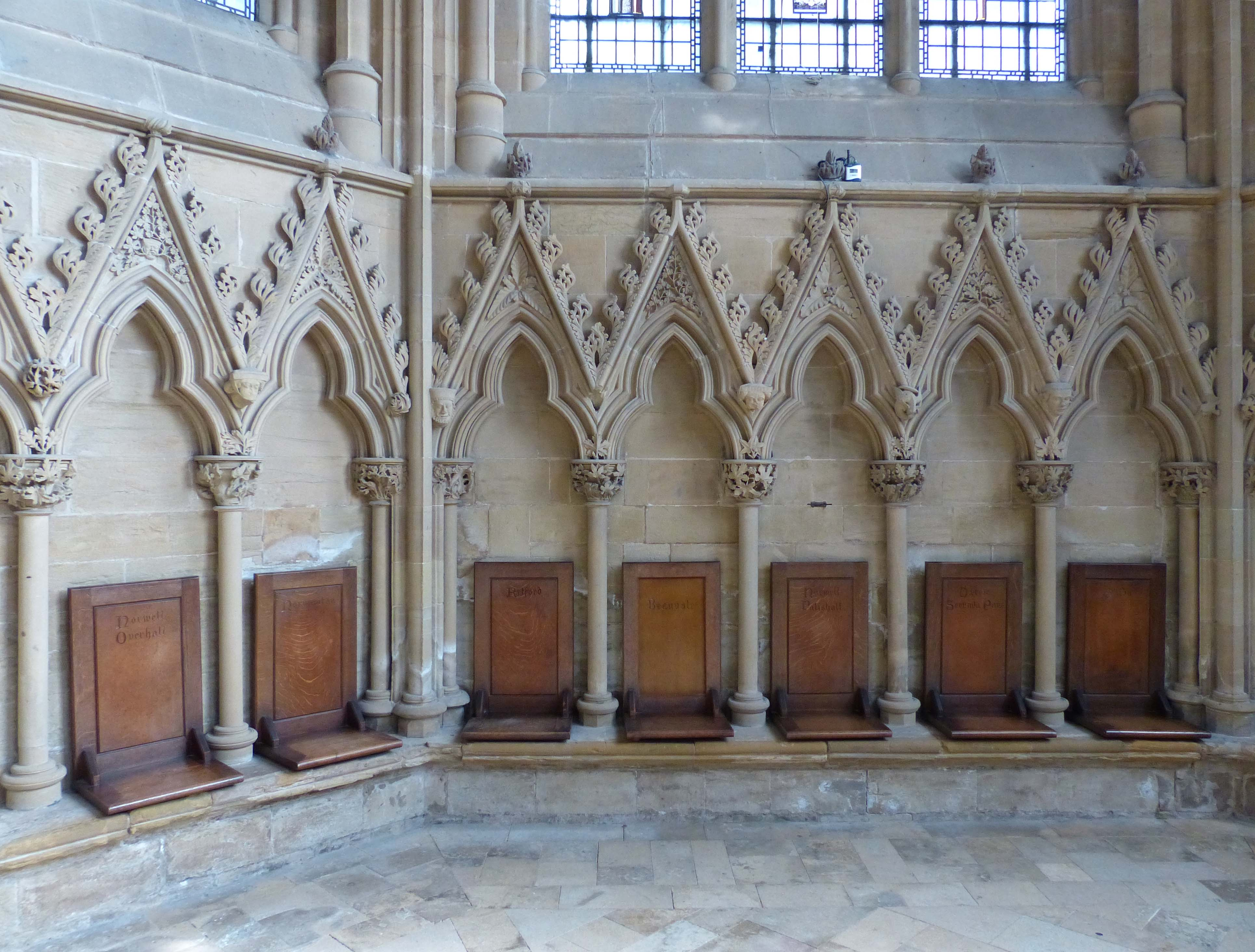
Los asientos y los canopios de la sala capitular
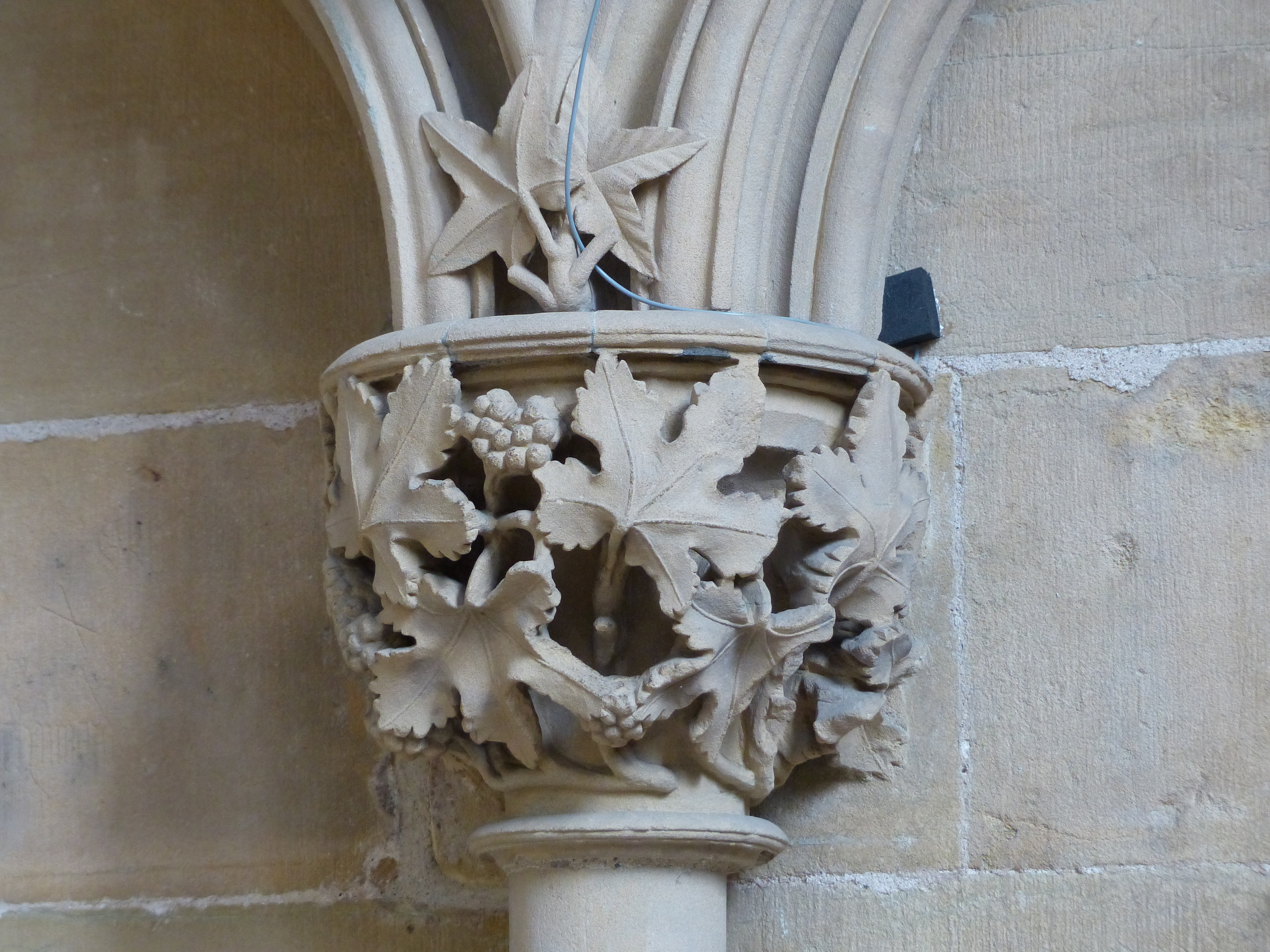
tCapitel de la casa del capitulo con talla de lúpulo
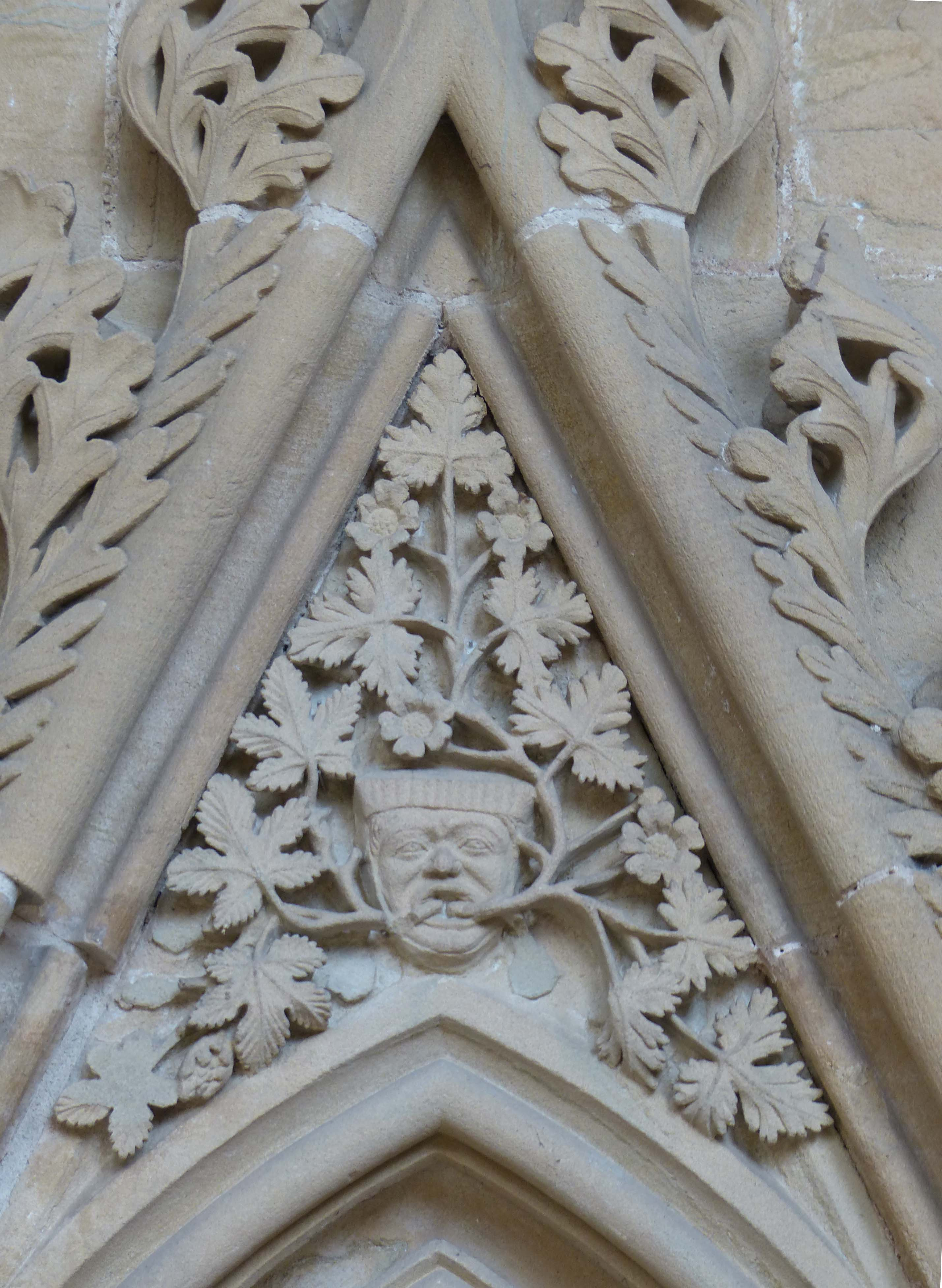
Tímpano del canopio calado de la sala capitular mostrando hombre verde

## Música y liturgia
Gran parte de la adoración en la iglesia está auxiliada por el coro de la Catedral, un coro tradicional de niños y hombres, dirigido por el Rector Chori ("El Gobernante del Coro"), [Paul Provost]. Los coristas se educan en la Minster School, lo cual es inusual entre las escuelas de coro así como en el sector estatal. El coro ha atraído la atención internacional[cita requerida] cuando el anterior corista principal Ben Inman, formó the Choirboys, una "banda de chicos" que comprende tres coristas de la catedral. Hay un coro de niñas y el adulto Minster Chorale. La minster sigue los ritos de la Iglesia de Inglaterra y usa el Libro de Oración Común de 1662 para la Eucaristía Coral del domingo. The Friends of Cathedral Music fue fundada en 1956 por Ronald Sibthorpe, impulsado por una decisión del preboste de abolir el coro del sábado para que los empleados laicos pudieran ver fútbol en Newark-on-Trent.

### Coros
En los últimos años, varias intervenciones del coro ha sido transmitidas en la BBC Radio 3, que ha grabado CDs, ha realizado giras por Europa y filmado programas navideños y estrenos mundiales de obras especialmente encargadas, como la Misa Southwell Millennium de Paul Patterson. El coro ha aparecido ante la reina, cantando con la Royal Philharmonic Orchestra, laSt John's, Smith Square y la London Festival Orchestra. En 2003, el Minster Choir se unió a los coros de la catedral de Westminster y de la catedral de St Albans para un concierto en el St Albans International Organ Festival. Ted Heath, antiguo primer ministro, escribió: "No puedo recordar un programa más impresionante de música de iglesia en muchos años recientes. Mi más sincera felicitación por una velada cuya riqueza durará para siempre"."I cannot recall a more impressive programme of church music in many recent years. My deepest congratulations for an evening the richness of which will last for ever".[cita requerida]
Por lo general, hay 16 coristas en el coro de la catedral. Como en la mayoría de los coros, hay un sistema de clasificación jerárquica, en este caso de corista principal (Head Chorister), corista principal adjunto (Deputy Head Chorister), niños de la esquina (Corner Boys); niños cantantes senior (Senior Singing Boys); niños cantantes junior (Junior Singing Boys) y probadores (Probationers). Las filas de los niños de la esquina hacia arriba tienen derecho a usar un 'tippet', una capa roja muy corta que se usa sobre el sobrepelliz. También hay juniors que no cantan con el coro completo, pero están ensayando para convertirse en coristas completos.
Hay seis secretarios profesionales laicos a tiempo completo en el coro, complementados por seis hombres en domingos alternos y en ocasiones especiales, ampliando el repertorio y la fuerza del coro. Los empleados laicos suelen desempeñarse por derecho propio en los servicios.
El coro de niñas de Minster (Minster Girls’ Choir ) fue formado en febrero de 2005 por el organista asistente Simon Bell. Está compuesto por 18 coristas, bajo la dirección de Simon Hogan. Las chicas provienen de la escuela Minster. Cantan en la Eucaristía Familiar de las 9.30 a. m. los domingos una vez al mes y en Evensong todos los lunes a las 5.45 p. m.
El repertorio del coro consiste en música escrita para voces altas e incluye música de compositores como Jean Langlais, Charles Wood y George Dyson. En septiembre de 2007, el coro cantó un himno comisionado por Andrew Parnell, un antiguo corista en Southwell, como parte del servicio de instalación del dean. La primera gira del coro fue a Stavanger, en Noruega, en octubre de 2009, seguida de otra en 2013 a Ámsterdam. En 2011 lanzó un CD, Christus Rex, una selección de música de Lent to Ascension, que incluye la Secuencia de Pascua de Leighton, dirigida por Philip White-Jones y acompañada por Jonathan Turner con Richard Pratt, trompeta.[cita requerida]
La coral del Minster (Minster Chorale) es un coro de adultos que canta en los servicios durante todo el año. Se compone de hasta treinta miembros que ensayan los viernes por la noche. Actualmente dirigido por el subdirector de Música, el coral fue fundado en 1994 por Philip Rushforth y Paul Hale.
El coro canta una sección transversal de todo el repertorio de música tradicional de la catedral, que incluye obras de Palestrina, Byrd, Mozart, Stanford y Howells. Es suplente del Coro Minster a mitad de período y canta en muchos servicios de la Eucaristía en días festivos, como el Miércoles de Ceniza, el Jueves Santo y el Día de la Ascensión. La coral cumple con sus deberes navideños, cantando en la misa de medianoche.
La coral está invitado a realizar conciertos y servicios ocasionales fuera de la minster. Ha cantado en la abadía de Rievaulx, St Mary's Collegiate Church en Warwick y Uppingham Parish Church. En julio de 2005, la coral cantó un servicio en la Christ Church Cathedral, Dublin. En el verano de 2011, se unió al Voluntary Choir de la Catedral de Rochester para celebrar la música de los compositores de Rochester como Robert Ashfield, Barry Ferguson y Percy Whitlock.[cita requerida]

### Lista deRectores Chori
- Lawrence Pepys 1499
- George Vincent 1519
- George Thetford 1568
- John Mudd 1582
- Thomas Foster 1584
- William Colbecke 1586
- John Beeston 1594
- Edward Manestie 1596
- Francis Dogson 1622
- John Hutchinson 1628
- Edward Chappell 1661
- George Chappell 1690
- William Popeley 1699
- William Lee 1718–1754
- Samuel Wise 1754–1755
- Edmund Ayrton 1755–1764
- Thomas Spofforth 1764–1818
- Edward Heathcote 1818–1835
- Frederick Gunton 1835–1841
- Chappell Batchelor 1841–1857
- Herbert Stephen Irons 1857–1872
- Cedric Bucknall 1872–1876
- William Weaver Ringrose 1876–1879
- W Arthur Marriott 1879–1888
- Robert William Liddle 1888–1918
- Harry William Tupper 1918–1929
- George Thomas Francis 1929–1946
- Robert James Ashfield 1946–1956
- David James Lumsden 1956–1959
- Kenneth Bernard Beard 1959–1989
- Paul Robert Hale 1989–2016
- Paul Provost Apr 2017–

Para ver la lista de organistas, asistentes a los directores de música y eruditos de órgano, vea la lista de músicos en las catedrales inglesas list of musicians at English cathedrals..

### Southwell Music Festival
En la catedral se celebra un festival anual de música, el Southwell Music Festival (Festival de música de Southwell), que tiene lugar a finales de agosto.

## Personal
A partir del 8 de febrero de 2019:
- Dean y capítulo:

- Dean: Nicola Sullivan desde la instalación del 17 de septiembre de 2016)
- Canciller canónigo: Nigel Coates (canónigodesde la instalación del 9 de abril de 2005; además decano interino, 2006–2007, 2014–16; Pastor 2005–2017; Canciller desde la instalación del 15 de octubre de 2017)
- Canónigo Precentor: vacante

- Otro clero:

- Vicario sacerdote y canónigo teólogo (canónigo honorario): Alison Milbank
- Vicario sacerdote:Tony Evans
- Vicario sacerdote:Erika Kirk
- Capellán de la Minster School: Matthew Askey

- Personal laico:

- Rector del coro: Paul Provost
- Asistente de dirección de música: Simon Hogan
- Académico de órgano: Anthony Gray
- Jefe Verger: Andrew Todd

## Galería de imágenes

### Plantas del Minster

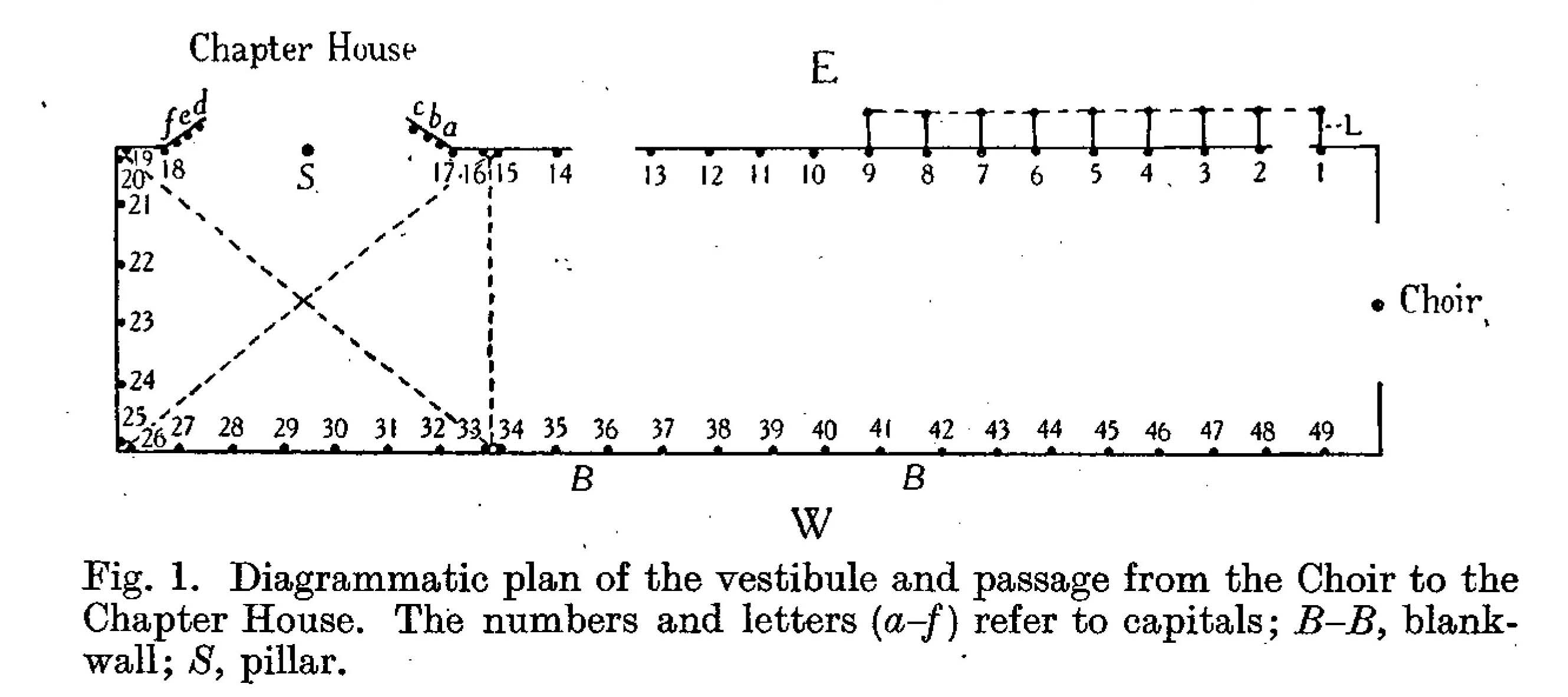
Planta del vestíbulo y pasaje a la sala capitular
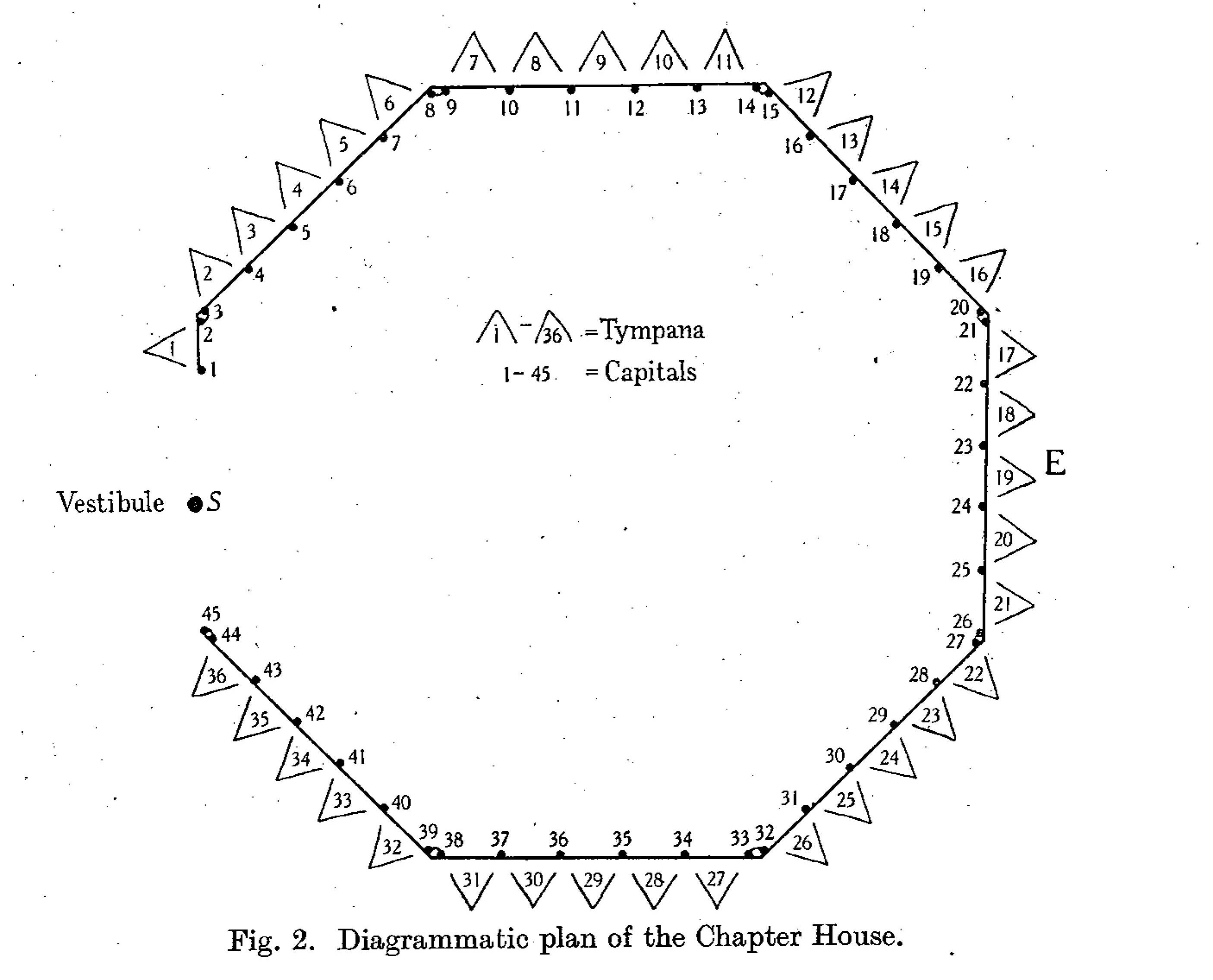
Planta de la sala capitular

Detalle vidrieras
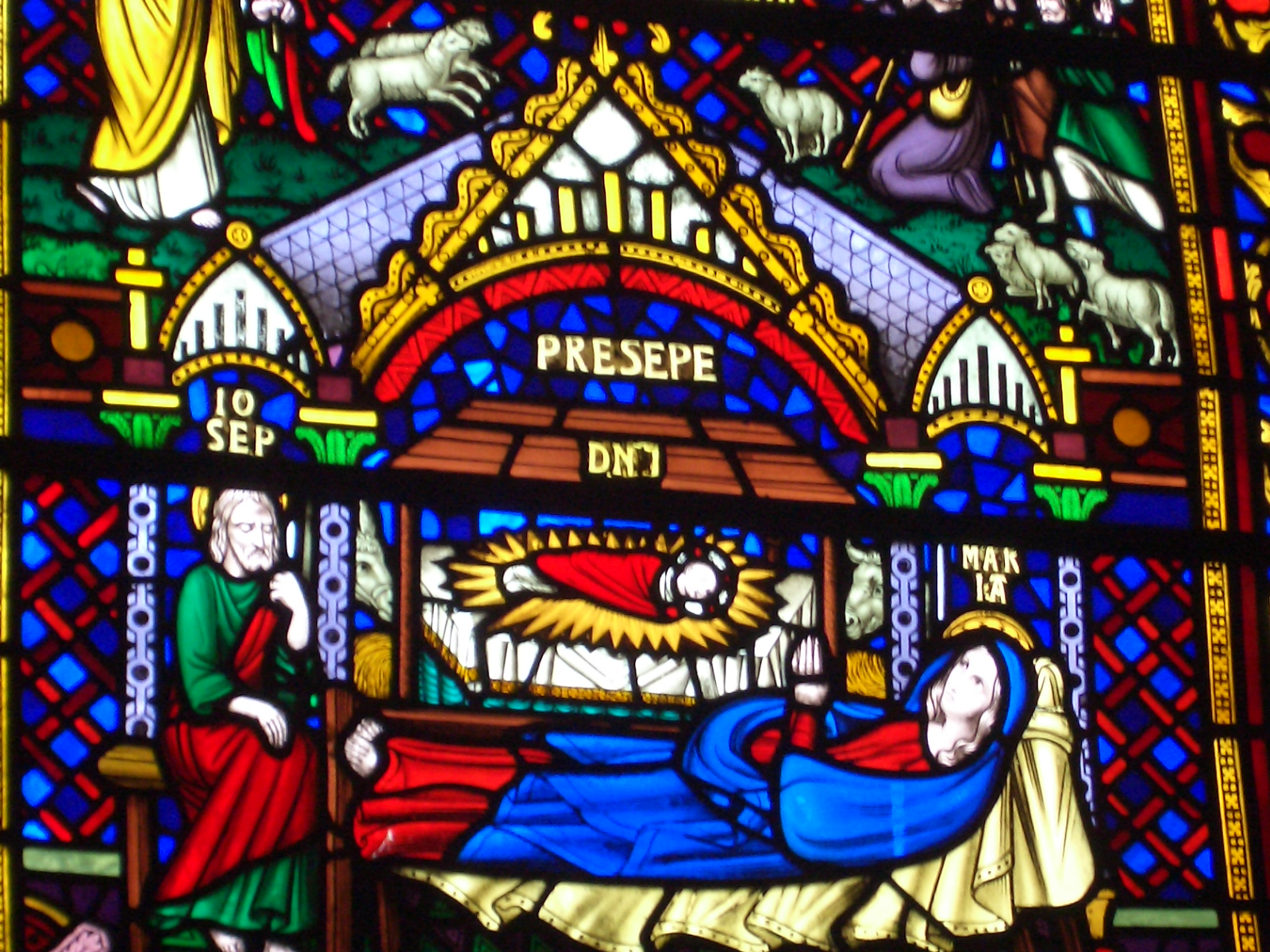
Ventana Presepe
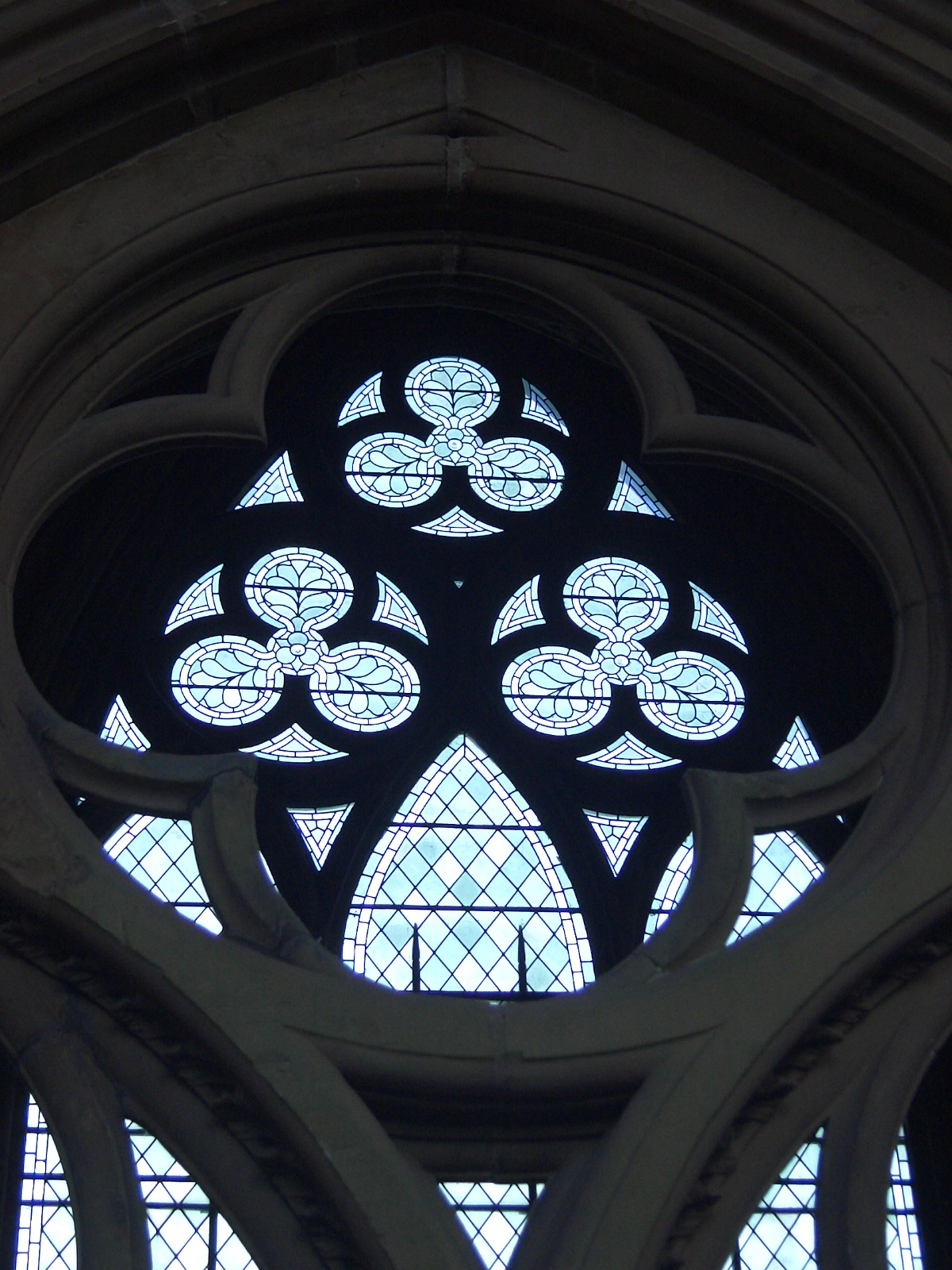
Ventana
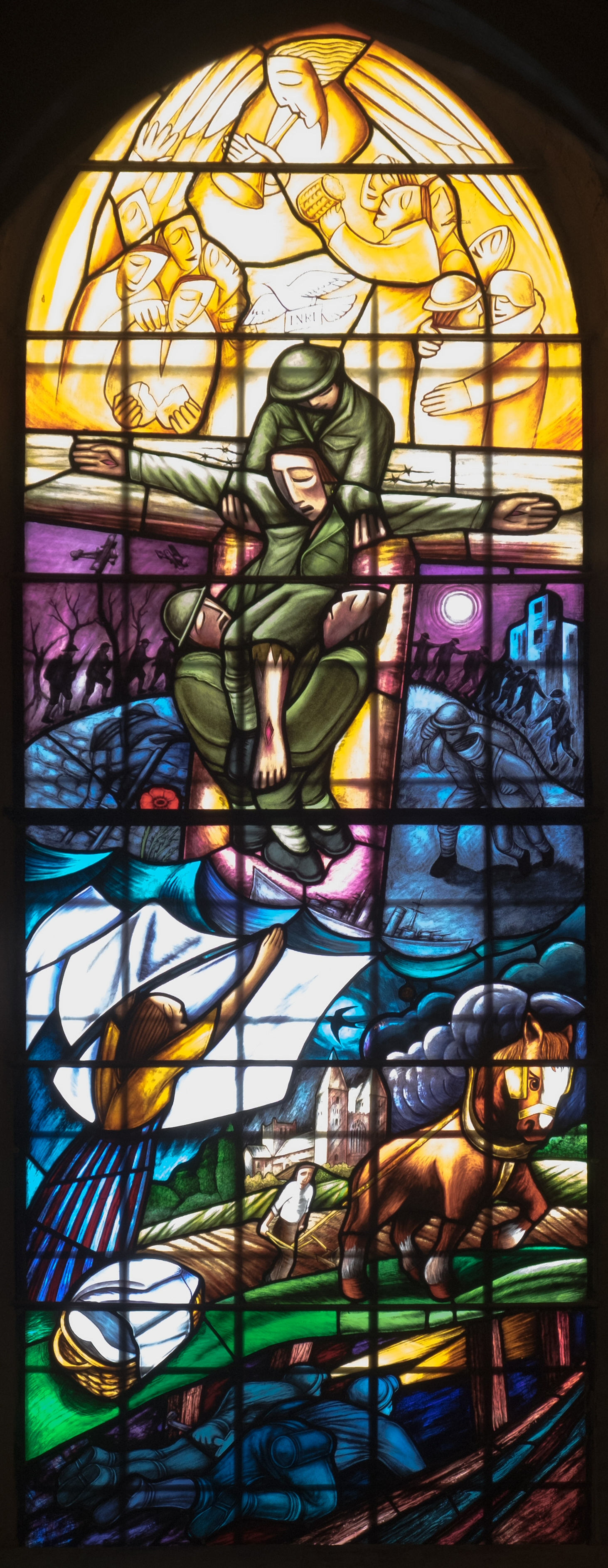
Gran ventana conmemorativa de la guerra por Nicholas Mynheer